# 2008년 대한민국 촛불 시위
2008년 대한민국 촛불 시위는 2008년 5월 대한민국 이명박 정부의 미국산 쇠고기 수입 재개 협상 내용에 대한 반대 의사를 표시하기 위하여 학생과 시민들의 모임으로 출발한 촛불 시위이다. 100일 이상 집회가 계속되면서 쟁점이 교육 문제, 대운하·공기업 민영화 반대 및 정권퇴진 등으로 점차 정치적으로 확대되었다. 5월 2일 첫 집회 이후 2개월간 연일 수백에서 수십만 명이 참가하였으며, 6월 10일을 정점으로 하여 7월 이후에는 주말 집회가 계속되었다.
시민들은 대부분 광우병 촛불시위에 자발적으로 참여하였고 자녀를 동반한 가족 단위의 참가도 많았으며, 연예인이나 음악가들이 많이 참가하여 ‘문화제’적인 모습을 보였다. 다만, 보수 언론에서는 일부의 중고생들은 일부 교사들이 수행평가 가산점을 준다며 참석을 종용하여 참석한 것이라며 비판하기도 하였고 집회가 끝난 뒤 거리행진을 하며 청와대로 향하는 과정에서 경찰들과 폭력적으로 충돌하기도 하였다. 시위 참가자의 자발적이고 개방적인 특성을 두고 웹 2.0에 빗대어 “민주주의 2.0” 혹은 “시위 2.0”의 등장이라고 부르기도 하였고, 이와 더불어 정권의 시위 과잉 진압, 소통없는 정치에 대한 문제가 불거지기도 하였다.
미국산 쇠고기 초기 협상 때에는 미국에서 광우병이 발생하더라도 한국은 미국산 쇠고기를 수입금지 할 수 없었고 30개월 이상 쇠고기도 연령제한을 철폐해 수입 할 수 있었다. 하지만 촛불 시위를 통해 미국산 쇠고기 수입 추가 협상 과정을 이끌어내어 재협상에서 미국에서 광우병 발생 시 언제든 수입을 중단할 수 있는 검역주권을 확보하였고 30개월 미만 쇠고기만 수입하기로 결정하였다.
헌법재판소에서 야간집회금지에 대해 헌법불합치와 자정까지의 야간 시위 금지가 위헌이라는 결정이 나와 이 시위 이후 합법적으로 야간집회와 야간시위가 개최되고 있다.

## 배경
촛불 시위 사태 당시는 이명박 정부가 출범한지 몇 개월이 지나지 않은 시점이었다. 이명박 정권은 2007년 12월의 대선을 통해서 정권 교체에 성공한 정치 집단으로, 전임 정권인 참여 정부와는 가치 지향점이 전혀 다른 보수 성향의 정권이었다. 이명박 정부는 출범하자마자 교육 정책 변화를 추구하였다. 또한 대입 논술고사를 폐지하고 국영수 과목을 강화하는 등의 내용을 골자로 하는 '대학 자율화' 방침을 밝혔다. 초중고 자율을 확대한다는 명분을 내세우며 '0교시 보충수업 허용', '우열반 편성 허용' 등의 정책을 추진했다. 이와 같이 급격한 교육현장의 변혁 추구는 교육 정책의 추진에 있어서 기존에 지켜지던 '3년 전 예고제'를 고려하지 않은 처사였기 때문에 진보 교육계가 반발하였다. 급진적 정책 선회에 대한 반발 심리로 대입을 앞둔 10대 학생들이 촛불 시위 사태 초기에 시위 현장에서 주축이 되었다. 촛불 집회의 직접적 명분을 제공한 것은 FTA 협상이었다. 2008년 4월 19일 캠프 데이비드의 한미 정상 회담을 하루 앞두고 급격한 전면 개방으로 내용으로 한미 쇠고기 2차 협상이 타결되었다. 이어 2008년 4월 29일 문화방송 PD수첩에서 미국산 소의 위험성을 다룬 1차 방송 《 긴급취재, 미국산 쇠고기, 과연 광우병에서 안전한가?》를 방영하였다.
5월 2일 정부에서 전면개방에 따른 미국산 소고기 안전성을 주장하는 기자회견을 하였으나 안전 조치를 내놓지 않았다. 수입 쇠고기의 안전성에 대한 문제로 본격적으로 시작된 촛불 집회는 이어 이명박 정부의 국정 전반에 대한 비판과 퇴진 요구로 확대되었다.
민주당, 민주노동당, 창조한국당, 진보신당 등의 정당과 약 1,000여 개의 시민단체 및 인터넷 카페가 모여 2008년 5월 6일 광우병 위험 미국산 쇠고기 전면 수입을 반대하는 국민대책회의 또는 줄여서 광우병 국민대책회의가 결성되어 대한민국-미국 쇠고기 협상 반대 시위를 벌였으며 점차 이명박 정부의 다른 정책에 대한 반대 의제도 등장하였다.

## 과정

### 서울

#### 2008년 4월
2008년 4월 고등학생 100여명이 정부의 `학교자율화' 정책에 따른 0교시 수업 허용 등에 반발하며 모인 것을 계기로 주말마다 서울 청계광장과 광화문 등에서 다양한 명목으로 `촛불문화제'가 열렸다.

#### 2008년 5월
2008년 5월 2일 인터넷 카페 ‘이명박 탄핵을 위한 범국민운동본부’의 주최 하에 오후 서울 종로구에 위치한 청계 광장 일대에서 미국산 쇠고기 수입 재개 조치에 반발해 촛불 집회가 열렸다. 당초 주최 측은 경찰에 이 집회를 참여 인원 300여 명 정도의 문화제로 예상하였으나, 실제 참석 인원은 이를 크게 상회하여 최소한 1만 명에 이르렀다.

##### 첫 집회 후

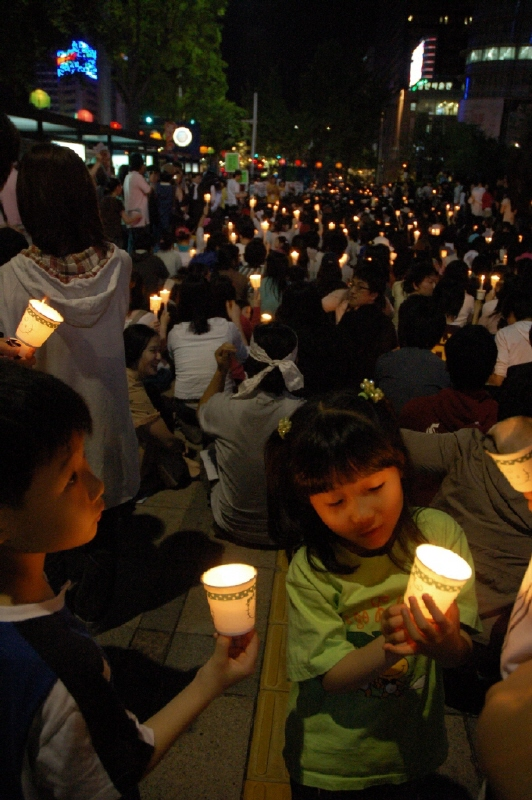
2008년 5월 3일 청계 광장 촛불 집회

이명박 대통령에 대한 직접 비판이 등장한 피켓

다음날인 5월 3일에도 서울을 포함한 대한민국 각지에서 문화제 형태의 집회가 열렸다. 하지만 여러 사회단체가 각자 집회를 진행하는 과정에서 시위의 진행 방향에 대한 논란이 일기도 하였다.
한편 이런 이틀간의 집회는 기존에 집회를 주도하던 정치·사회단체가 아닌 비교적 생소하고 소규모인 단체들이 주도한 정치적 선전 구호보다는 미국산 쇠고기 협상 문제와 이명박 대통령의 여러 가지 정책에 대한 평범한 사람의 목소리를 직접 들을 수 있는 집회로 평가되고 있다.
5월 4일, 경찰은 3일까지 있었던 집회와 앞으로 있을 집회 모두 일몰 후에는 어떠한 시위도 할 수 없게 되어 있는 법 규정을 적용해 문화제 성격을 띠지 않으면 불법으로 간주하고 주도자를 사법 처리할 것이라고 발표하여 논란이 되었다. 정부의 시민 탄압이라는 반발이 치솟자 경찰은 시위 형식의 집회는 사전 신고된 것에 한해 일몰 전까지만 허용하고, 문화제 형식의 야간 촛불 집회는 정치적 구호를 외치거나 피켓을 드는 등의 행위를 할 경우 개입하겠다고 다시 발표하였다.
5월 2일과 3일에 집회를 열었던 단체들은 5월 6일에 또다시 집회를 개최하였으며, 청계 광장에 3천 명, 국회 앞에 8천 명이 모여 야간 촛불 집회를 가졌다.
5월 7일에도 청계광장에서 집회가 있었으며, 5월 9일에도 추가 집회가 있었다.
5월 17일 청계광장에서 1만 명 이상이 모인 집회가 있었으며, 김장훈, 윤도현, 이승환 등의 가수와 김부선 등의 연예인도 참석하였다. 한편, 서울시교육청의 현장지도 방침에도 불구하고 많은 수의 학생이 집회에 참여했다.

##### 가두 행진 시위의 확대
5월 24일 청계광장에서 집회를 하던 시위대는 도로를 점거하고 청와대 쪽으로 가두 행진을 하던 도중 광화문에서 경찰과 대치하였다. 5월 25일 새벽 4시 40분, 경찰은 집시법 위반을 사유로 살수차를 동원하여 시위자들을 강제 해산시켰다. 이에 대해 서울지방경찰청은 25일 새벽 시위대를 해산하는 과정에서 사복 체포조를 투입하거나 살수차를 사용하지 않았다고 공식적으로 부인했다. 또한 시위대가 거리를 점거한 것은 불법 행동이라며 이를 주도한 사람들에 대한 형사 처벌을 검토하고 있다.
한편 다음날인 25일에도 청계광장에서의 촛불집회가 가두 시위로 확대되었다. 이 시점부터 시위의 구호가 변화하여 일부 참가자들이 아닌 시위 참가자 거의 대다수가 쇠고기 협상 문제를 넘어 이명박 정권 자체에 대한 비판 구호를 외치는 등 시위의 내용 역시 넓어지기 시작했다.
5월 24일부터 27일까지 4일간 2백여 명의 학생과 시민이 연행되었고, 일부 석방되었다. 시위와 진압에 대해 각 언론사는 서로 다른 의견을 내놓았으며, 대한민국 내 거주 외국인은 집회의 변질에 대해 우려를 표시했다.
시위에 참가한 시민들은 무저항 불복종 운동의 한 방법으로 연행 요청 시에 저항하지 않고 동행하는 이른바 ‘닭장투어’로 저항의 뜻을 표출하기도 하였다. 임의동행한 시민들은 모두 48시간 내에 훈방되거나 불구속 입건된 후 풀려났다.
촛불시위에 참여한 예비군·넥타이부대도 등장했다.

#### 2008년 6월

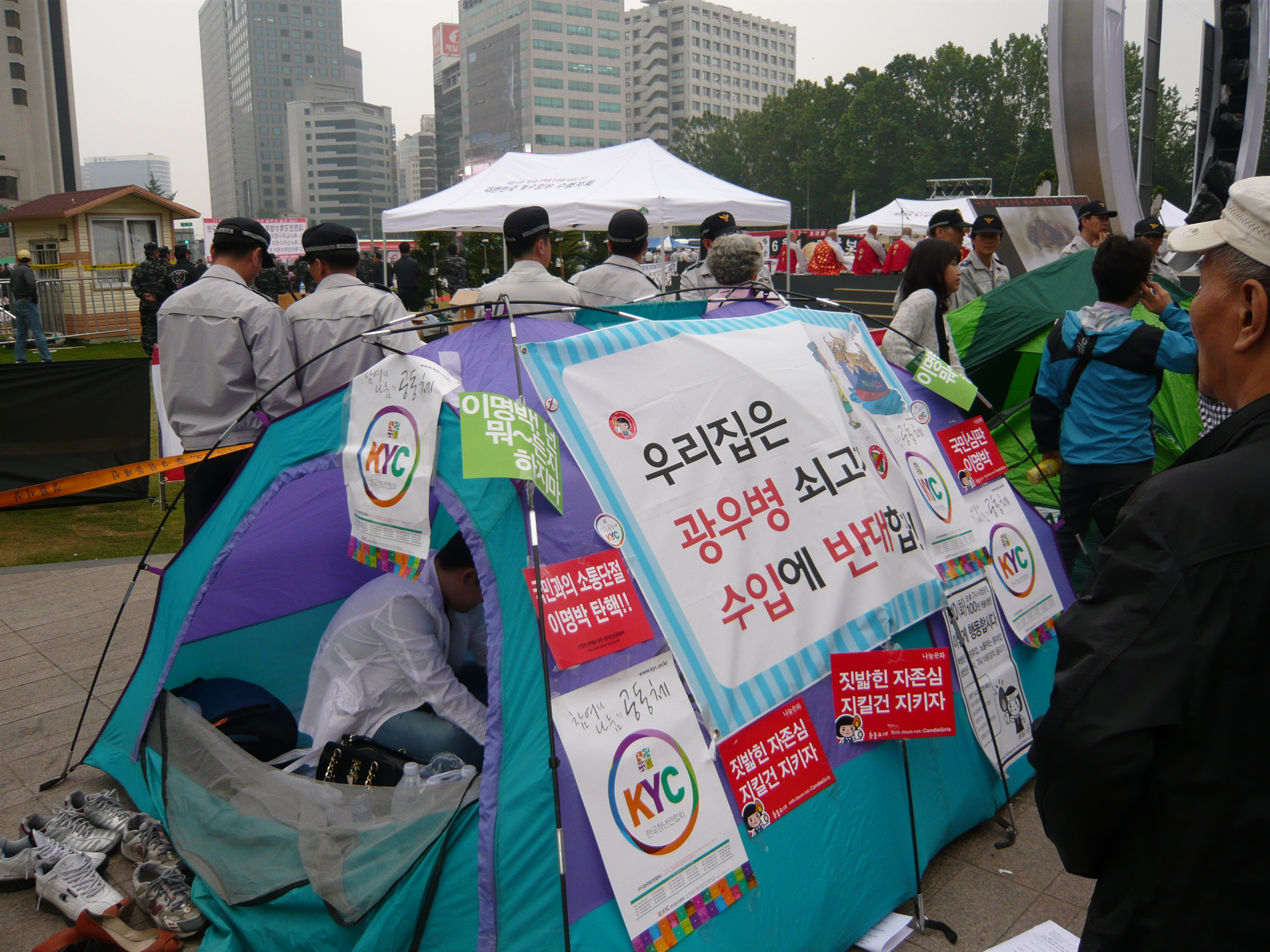
시청 앞에 설치된 텐트

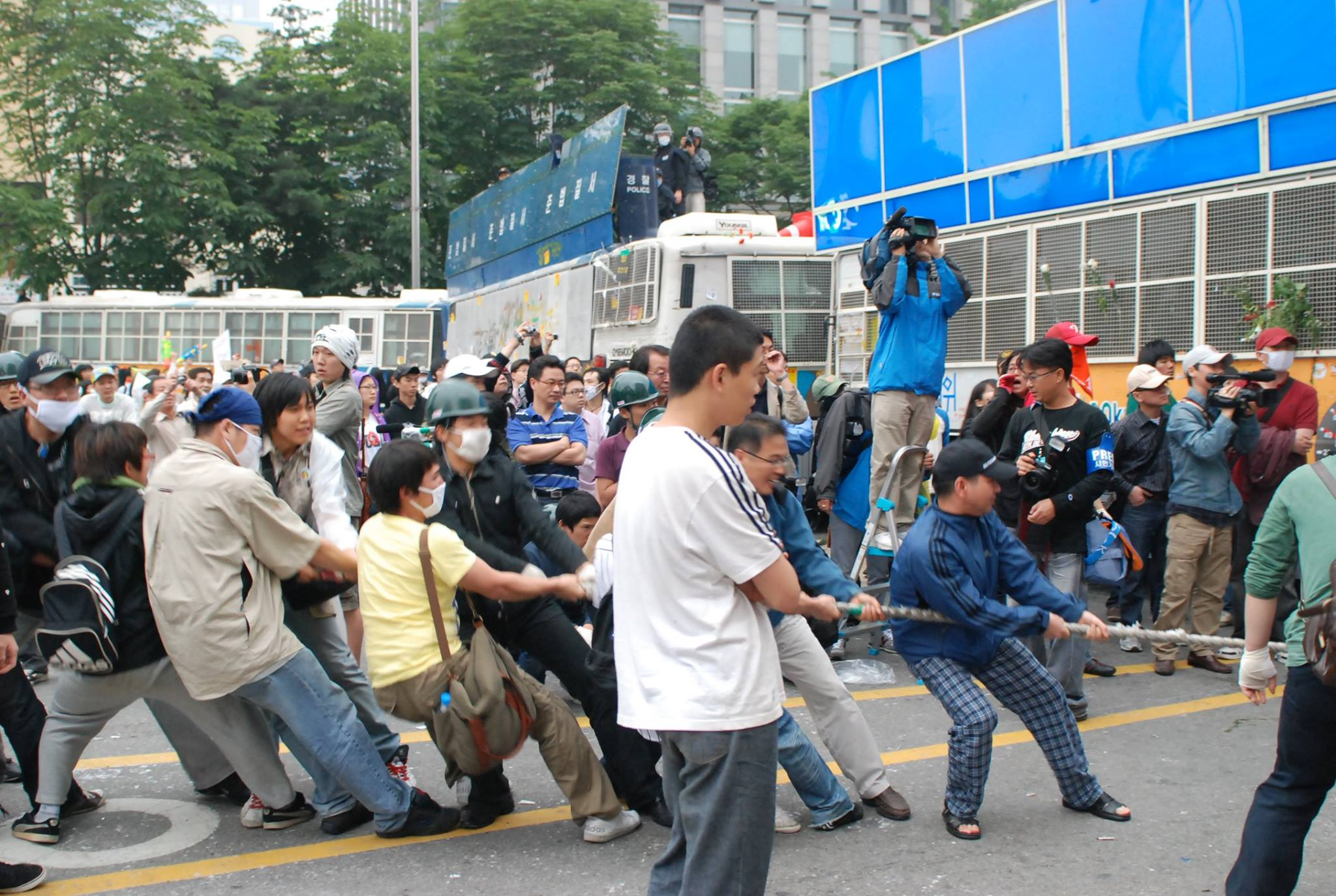
경찰 버스를 밧줄로 잡아당기는 시위대

5월 31일에는 5만 명 이상의 시민이 시청 앞 광장에 모였으며, 역시 가두 시위로 확대되었다. 시위대는 크게 세 갈래로 나뉘어 청와대와 연결된 주요 길목으로 향했으며, 밤새 경찰과 대치했다. 시위대가 청와대로 나아가는 와중에 일부 과격시위의 모습이 보이기도 하였으나 참여한 시민들의 자체적 자정노력으로 진정되었다. 그러나 경찰은 이런 모습에 민감히 반응하는 모습을 보이며 물대포로 물을 발사하고, 소화기를 뿌려 대응하여 부상자가 발생하였다. 가두 시위는 새벽까지 이어졌다. 6월 1일 아침이 되어 참여 시민들의 수가 많이 줄어들자, 경찰은 경찰은 "출근시간 원활한 교통상황을 위해 신속히 자진해산해 달라"고 3차례 걸쳐 요청했으나 시위대가 이를 수용하지 않아 오전 8시경 시위대를 강제 해산시켰다. 촛불집회를 주최하는 광우병 국민대책회의 홈페이지에는 이날 시위에서 쇠파이프, 각목 등이 등장한 것을 성토하는 글이 여러 개 게재됐다. `과격 시위'의 발단인 시위대의 심야 청와대 진격 시도에 대한 비판도 하나 둘 제기되고 있다.
시민들은 6월 5일 목요일부터 6월 8일 일요일까지 서울 시청 앞 광장을 중심으로 72시간 동안 연속으로 릴레이 시위를 벌였다. 시위 참가자 중 일부는 텐트를 치고 철야 시위에 나서기도 했다. 연휴 첫날인 6월 6일 현충일 시위에는 사상 최대인 경찰 추산 5만6천여 명, 주최 측 추산 20만여 명이 참가하였다.

##### 특수임무수행자회와의 마찰

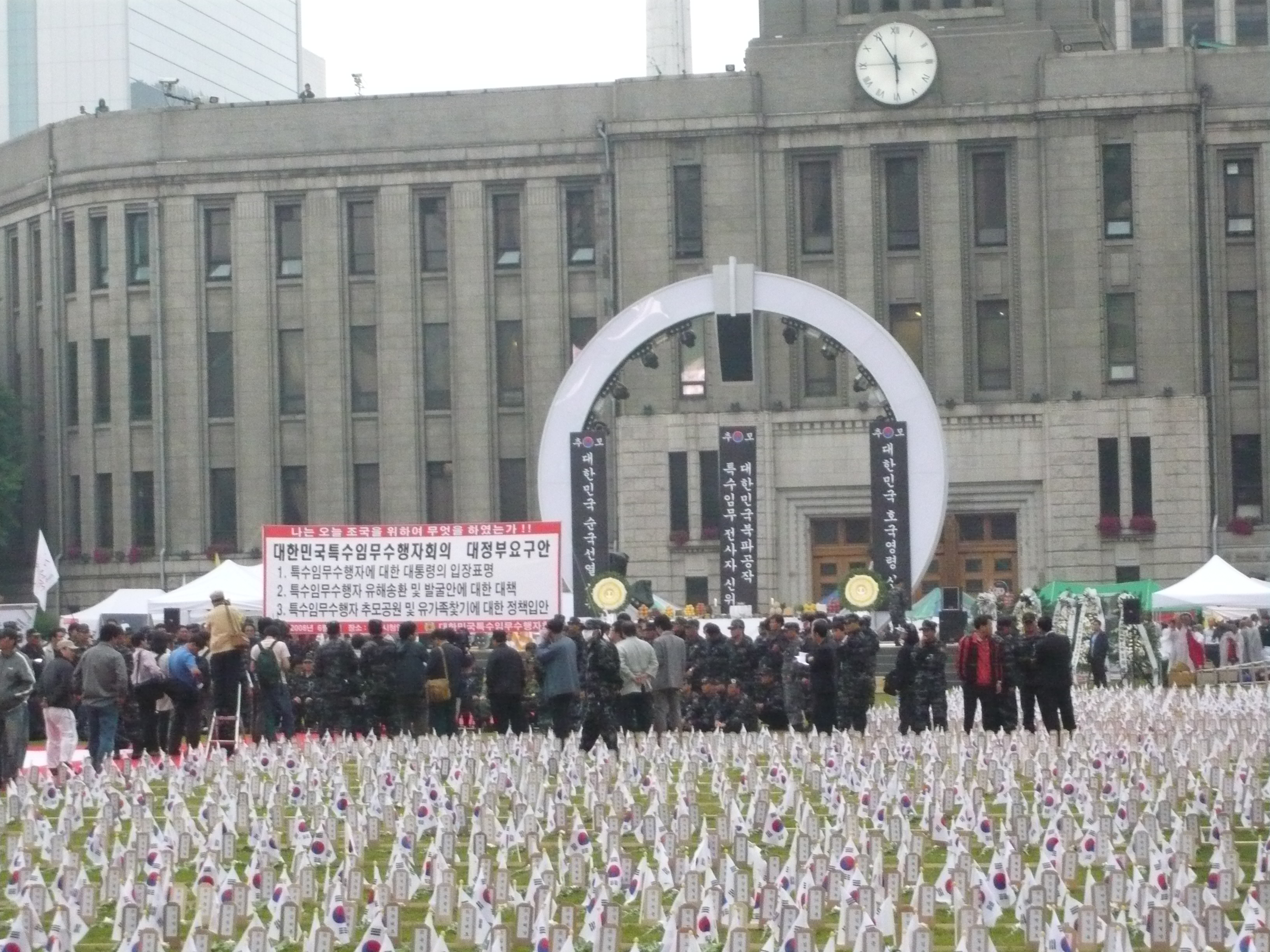
특수임무수행자 전우회 행사

6월 5일, 6일에는 ‘대한민국 특수임무수행자회’라는 단체에서 시위대보다 먼저 시청 광장에서 ‘대한민국특수임무 전사자 합동 위령제’를 열었다. 결국 시위대는 창덕궁 부근에서 시위를 해야 했다. 이 행사는 원래 판교에서 열릴 계획이었던 것으로 밝혀져 일부에서 “정부의 지시로 시위대를 막기 위해 일부러 시청을 점거하는 것 아니냐”는 항의도 있었다. 이에 대해 특임자회 관계자는 그러나 “판교 행사장은 200명만 들어가도 꽉 차는 장소다. 위패를 충분히 모시기 위해 공간이 넓고 국민 접근성이 좋은 장소를 찾다보니 서울광장으로 옮기게 됐다.”고 해명했다.
위령제 중에 시위 참가자를 폭행해 특임자회원 3명이 입건되고 북파공작원과 관련한, 다른 단체인 '대한민국 특수 임무 수행자 유족동지회'에서 자신들에게 허락도 받지 않고 남의 위패를 찬 땅바닥에 놓고 위령제를 지낸다며 항의를 하기도 하였다. 이에 대해 특임자회 측은 “‘까마귀 날자 배 떨어진 격’으로, 조국을 위해 이름없이 죽어간 동지들의 넋을 기념하기 위한 행사”라고 말했다.

##### 폭력적 집회 전개와 논란

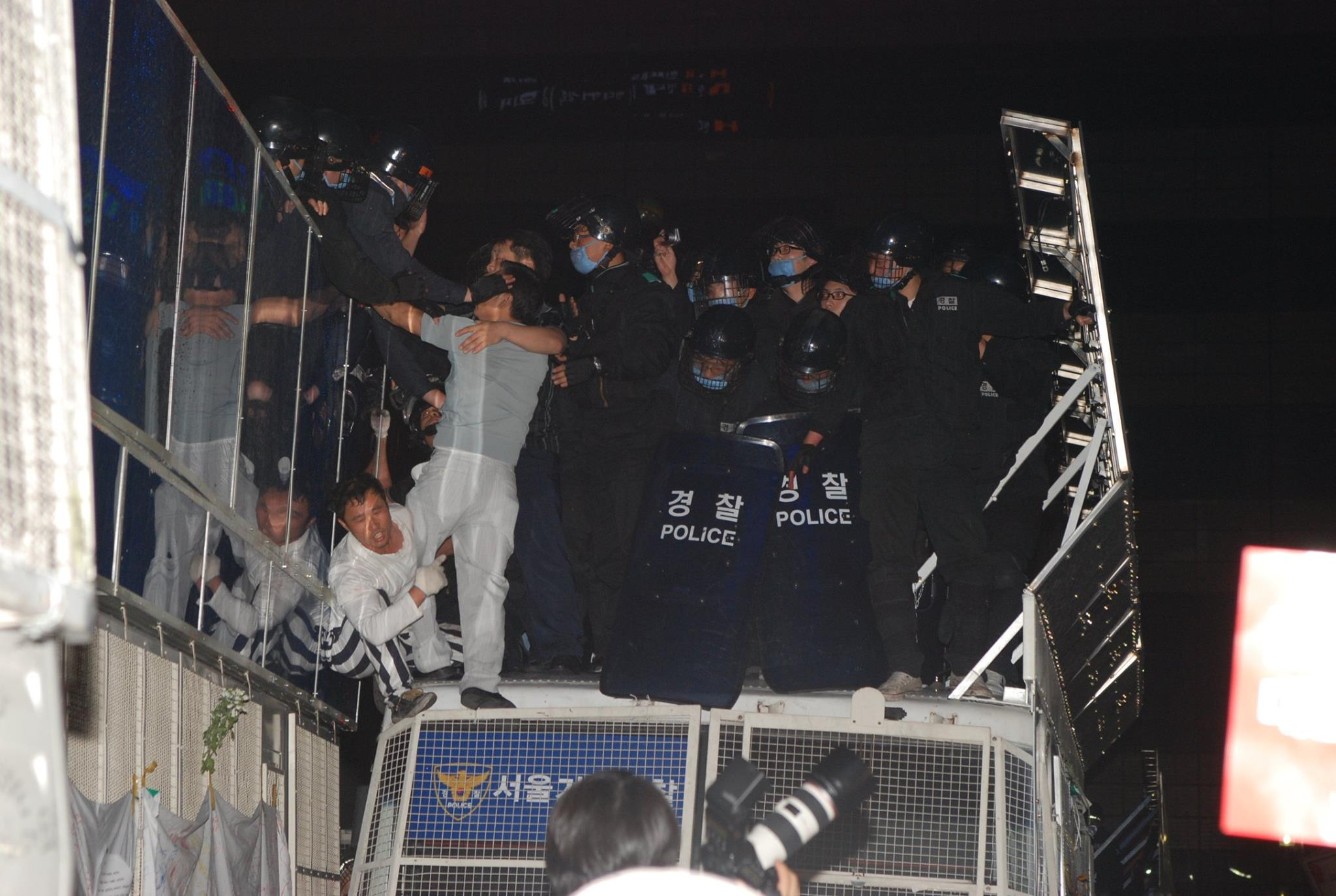
경찰 차벽을 넘어가며 경찰 병력과 충돌하는 시위대

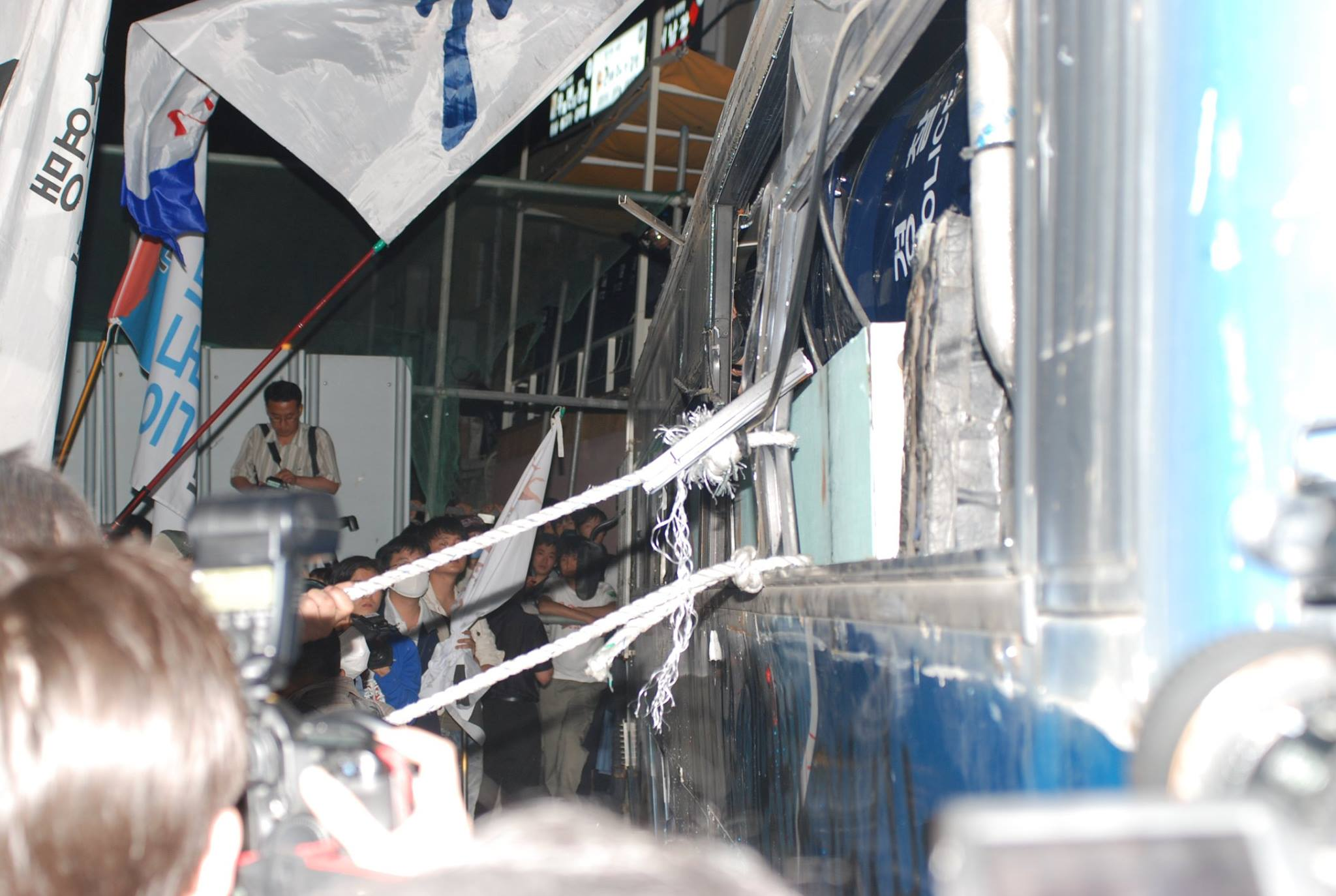
시위대에 의해 파손된 경찰 버스

6월 7일 밤 12시를 넘긴 시각, 일부 시위대는 지하철 광화문역 공사장에서 가져온 것으로 보이는 쇠파이프와 망치, 경찰에게서 빼앗은 소화기 등으로 버스를 부수는 한편 공사장 수도에 호스를 연결해 전경들에게 물을 뿌렸다. 일부 시위대는 경찰을 향해 폭죽을 쏘거나 스프레이에 불을 붙여 불길을 뿜으며 위협적인 분위기를 연출하기도 했다. 이 과정에서 경찰과 시위대 모두 수십 명의 부상자가 나왔다. 촛불 집회를 주최한 국민대책회의는 8일 시위대 중 최소 20여 명이 머리와 얼굴을 다쳐 치료를 받고 있다고 밝혔다. 경찰은 전경과 의경 37명이 다치고 차량 19대가 파손됐다고 밝혔다.
경찰 관계자는 “쇠고기 수입 반대 거리 시위가 시작된 지난달 24일 이후 시위대가 쇠파이프를 휘두른 것은 8일이 처음”이라며 “이 같은 극렬 시위가 계속되면 물대포 사용 자제 방침을 바꿀 수 있다.”고 말했다. 이에 대해 오종열 한국진보연대 공동 대표는 “6일과 7일의 폭력집회는 경찰이 소화기를 던지는 등 평화 시민을 의도적으로 자극했기 때문에 벌어진 일”이라고 주장했다. 인터넷에서는 프락치 논란이 전개되었다.
이에 대해 광우병 국민대책회의는 ‘극히 일부분에 불과하지만 안타까운 일’이라고 표현하며 “우리는 비폭력 평화 원칙을 선언하고 지난 31차례의 촛불문화제에서 이를 일관되게 견지해 왔다.”고 강조했다. 6월 14일 〈한겨레21〉과 고려대 한국사회연구소에서 집회에 참가한 중고생들을 대상으로 한 공동 설문조사에서는 '폭력이 발생하는 것은 경찰의 과잉진압 때문'이며, '촛불집회는 비폭력으로 진행되어야 한다'는 항목에 대다수가 동의하였다.

##### 6·10 촛불 대행진

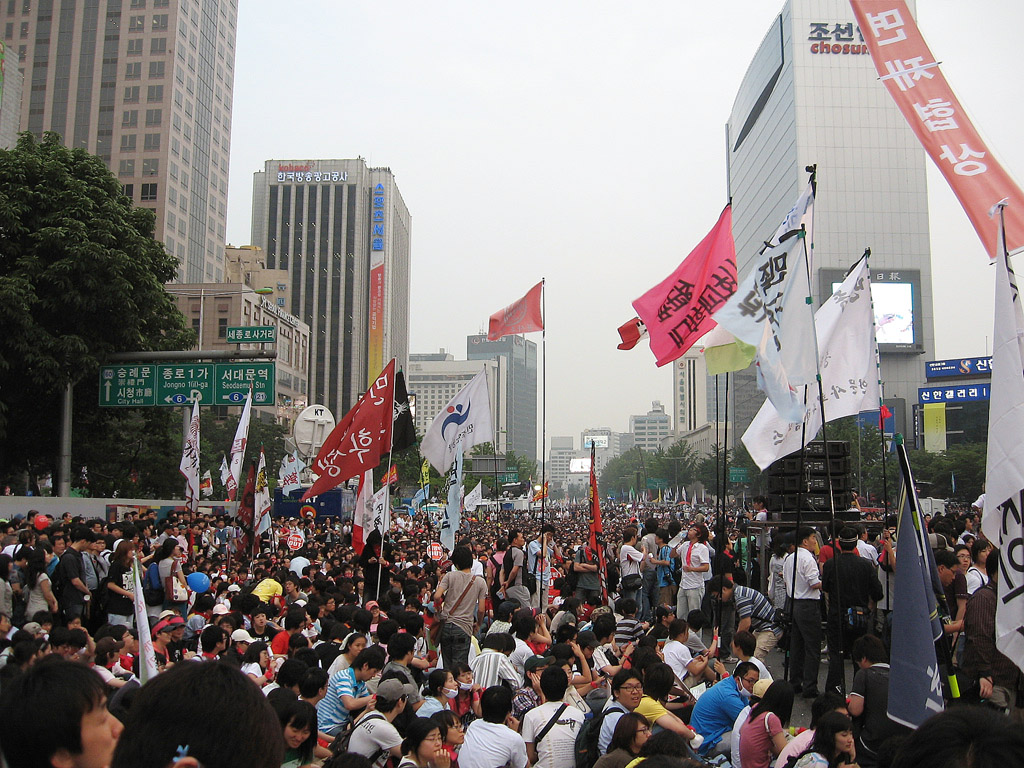
2008년 6월 10일, 태평로를 가득 매운 촛불 집회 참가자들

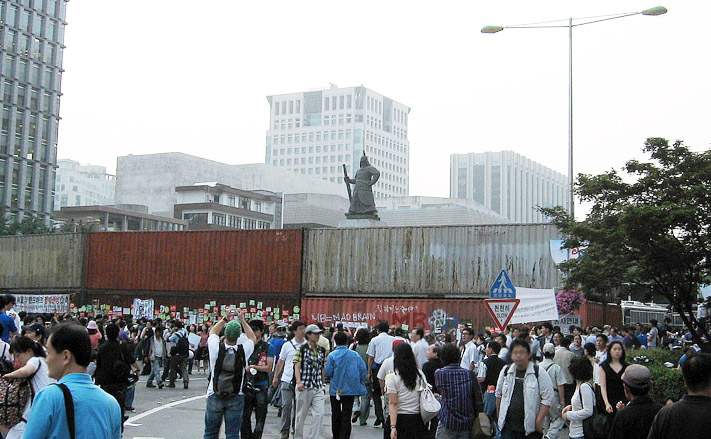
세종로 사거리에 설치된 컨테이너 박스 바리케이드

6월 10일에는 6·10 민주항쟁 21주년을 맞아 시위 이래 사상 최대인 경찰 추산 8만 명, 주최 측 추산 70만 명(전국 합산 100만여 명)이 참가하는 촛불 대행진을 개최했다. 이 과정에서 시위대의 일부가 흥분을 해 집회 분위기가 험악해지면 시위대 내부에서 자제하자는 목소리가 나오기도 했다. 경찰 또한 시위대와 직접 충돌을 최대한 피했다. 경찰은 해산 권고 방송을 하며 긴장을 고조시키기도 했지만 집회가 평화적으로 끝날 때까지 기다리겠다는 입장을 보였다.
이날 농림수산부 장관 정운천이 시위 군중과 대화를 하기 위해 시위현장으로 나갔으나 시위대에게 발언을 저지당했다.

##### 컨테이너 장벽의 등장
6월 10일 오후 7시에 촛불 집회가 예고된 가운데 경찰 측은 당일 새벽부터 세종로 충무공 동상 앞에 컨테이너 박스를 설치하고, 안국로 등 청와대로 진입할 수 있는 길목에도 총 60여 개의 컨테이너 박스를 설치하고 서로 용접한 후 바닥에 철심으로 고정시켜 바리케이트를 쳤다. 또한 컨테이너에 인화성 물질인 그리스를 칠하고 그 위에 대형 태극기를 붙였다. 그러나 컨테이너에 칠한 그리스가 태극기에 묻어 지저분해지자 경찰은 촛불 집회 시작 전 부착했던 태극기를 떼었다. 또한 경찰은 컨테이너 뒤에 경고용 대형 스피커를 설치하여 시위에 대비하였다.

이런 컨테이너 박스는 경비국장 이길범의 아이디어로 지난 부산 APEC 이후 서울에서는 처음으로 사용됐다. 이 컨테이너 바리케이트를 네티즌들은 “명박산성”이라고 희화화해 부르기도 했다.
이로 인해 출근길에 시민들이 교통체증으로 큰 불편을 겪었으며, 경찰청은 시민들의 많은 항의를 받았다. 이에 대해 경찰청 경비국은 출입 기자들과의 간담회에서 컨테이너를 동원한 것에 대해 “오늘 시위는 명백한 범죄이다.”라며 “범죄의 예방과 제지를 위해 도로 교통을 차단한 것”이라고 설명했다.
일부 네티즌들은 이에 대해 이것이 이명박식의 소통이라며 조롱하였다. 반면 경찰 관계자는 “컨테이너 벽 설치로 시위대와 경찰의 직접 충돌을 피하고 평화 시위를 유지할 수 있었다.”며 “향후 집회 규모 및 시위 양상에 따라 한 번쯤 더 사용할 수도 있다.”고 말했다.
경찰 측은 이를 사진 촬영하는 시민들을 제지하였으나, 시민들은 컨테이너 박스 주변에 ‘경축! 08년 서울의 랜드마크 명박산성’이라고 쓴 현수막을 걸었으며, 대통령 이명박을 반대하는 구호가 담긴 스티커를 붙이기도 하였다.

##### 한국 전쟁사진전 작품 훼손 논란
인근 청계광장에서는 한국 전쟁 사진전 행사가 열리고 있었는데 6월 26일 시위대에 의해 몇몇 사진이 불타는 사건이 일어났다. 사진전 주최측은 "일반시민들의 참여가 많았던 촛불집회 초반에는 별 문제가 없었는데, 6.25전쟁 58주년이 되는 26일 밤부터 촛불시위대 수십여 명이 갑자기 몰려와 사진들을 발로 차고 손으로 찢어 35점의 사진을 훼손했다”고 밝혔다. 전체 138점의 사진 중‘이승만 대통령’과 ‘트루먼 대통령’ 사진을 포함, 90여점의 사진이 조선일보 사옥 앞 도로로 옮겨져 불탔다. 사진전을 주최한 월드피스 밀레니엄파크 건립위원회는 “광우병 국민대책회의가 주최한 촛불집회 기간 동안 건국 60주년-한국전쟁 58주년 기념행사인 6.25전쟁 사진전이 ‘테러’를 당했지만, 누구도 잘못했다는 의사 표시조차 하지 않았다”고 규탄했다. 위원회는 “27일 밤(28일 새벽) 시위대들이 훼손한 사진을 바로 세우던 젊은이들이 폭행을 당하는 모습을 안타깝게 지켜봐야 했다”고 말했다. 그들이 과연 평화를 사랑하는 ‘촛불’ 집회자들인지 궁금하다”고 비판했고 광우병국민대책회의를 상대로 민형사상 소송을 제기하겠다고 밝혔다.

#### 2008년 7월

##### 시국 미사와 비폭력 시위로의 복귀
2008년 6월 30일부터 7월 6일까지 천주교정의구현전국사제단 주최로 서울광장에서 시국미사가 열렸다. 평화적으로 진행된 미사의 마지막 날인 7월 6일 사제단은 국민승리를 선언하였다.
이후 시위는 기존의 대규모 동원보다는 게릴라성 시위로 변화하였다. 일부 시위대들은 꾸준히 조계사에서 농성하고 있는 광우병 국민대책회의 간부들을 지지방문하고 있다. 8월 말에는 불교계가 이명박 대통령의 종교 편향을 비판하며 서울 시내에서 수십만 명이 모인 집회를 개최하였으며, 기존의 쇠고기 협상 관련 시위대들의 상당수도 여기에 참여하였다.

#### 7월 이후
종교단체들의 대규모 행동 이후 시위는 서울 도심에서의 대규모 집회에서 각 지역에서의 분산 집회로 변화하는 모습을 보였다. 특히 촛불 시위대들은 KBS, YTN 등의 사장 교체가 이명박 정부의 언론통제라고 비판하고, 이들 방송사에서 수시로 촛불 집회를 가졌다. 또한 PD수첩 보도로 인해 징계를 받은 MBC 앞에서도 여러 차례 촛불 집회가 열렸다.

##### 9월: 조계사 회칼 사건
2008년 9월 9일 오전 2시경, 서울 종로구 조계사 앞 우정국 공원에서 대화를 하고 있던 안티이명박 회원 3명에게 근처에서 식당을 운영하는 30대 남성이 "한우가 미국산 쇠고기보다 더 위험하다"며 회원들의 머리와 목, 이마에 회칼을 휘둘러 1명이 생명이 위독한 상태이며, 1명은 중상, 1명은 경상을 입었다. 범인은 100여 m 정도를 도주하다 대기중이던 사복경찰에게 붙잡혔다. 경찰측에서는 범인이 술에 취해 있었다고 밝혔고, 범인도 홧김에 칼로 찔렀다고 진술했으나 일부 목격자는 '범인은 말소리도 또렷하고, 술냄새가 나지 않았다'고 주장하였다.

##### 10월~11월: 촛불시위자 수배 및 검거
촛불시위 관련되어 수배된 광우병대책회의, 민주노총 관련자 여섯 명은 수배된 당시부터 조계사에서 계속 농성을 벌이고 있었다. 경찰은 조계사 주변에 병력을 배치하여 이들의 동태를 감시하고 있었다. 그러던 10월 29일 1시 반 경 이들은 모두 조계사를 빠져나가 잠적해 버렸다. 이들은 메시지를 남겨 “우리의 피신은, 어떤 권력도 시민들의 진실과 정의, 자유의지를 꺾을 수 없다는 점을 보여주기 위한 상징적인 저항”이라고 밝혔다. 경찰은 박원석 사무처장과 한 인터넷 언론사와의 인터뷰 사진을 근거로 이들의 행방을 추적 끝에 11월 6일, 강원도 묵호항의 한 숙박시설에서 수배자 중 다섯 명(박원석 참여연대 대외협력사무처장, 한용진 진보연대 대외협력위원장, 백성균 미친소닷넷 대표, 김동규 진보연대 정책국장, 권혜진 흥사단 교육운동본부 사무처장)을 검거했다. 검거 당시, 수배자 다섯 명이 화투를 치고 있었다는 사실이 잠시 논란이 되었으나 후에 여관 주인을 시켜 방에 화투를 올려보낸 것도, 화투를 쳤다고 언론에 흘린 것도 경찰이란 사실이 밝혀지면서 새로운 의혹을 낳고 있다.
한편 민주노총의 이석행 위원장은 11월 28일 고양시 행신동 모처에서 검거되었다.

##### 12월: 무한도전×2
12월 9일 서울 명동에서 플래쉬몹 형태의 촛불 시민 송년회 ‘널 기다릴게 무한도전×2’가 시작되었다. 10일째인 18일에는 목표인 512명이 참가했다. 첫날 1명부터 시작해 매일 2배씩 모여 21일 4096명의 모임이 성공적으로 개최되었다.

#### 2009년
2009년 5월초, '촛불집회 1주년'을 기념하는 집회가 열렸고, 경찰과 시위대가 충돌하여 112명이 연행됐다. 일부 시위자들은 카 퍼레이드 중인 도로로 뛰어들어가 구호를 외치며 행사차량을 훼손하고, 행사 중인 무대를 점거하여 하이서울페스티벌 봄축제 개막 행사가 전면 중단되기도 했다. 일부 시위 참가자 500여명은 명동 밀리오레 앞 입구를 점거하고 대치한 경찰과 투석전을 벌여 이중 과격 시위자 64명이 경찰에 연행됐다. 이 과정에서 집회를 막던 대구경찰청 소속 정모 상경이 시위 참가자들에게 둘러싸여 폭행당해 머리 등에 부상을 입고 119에 실려 인근 병원으로 후송됐다.
한편, 한 일본인 관광객이 집회 참가자로 오인받아 연행되기도 했다.

### 서울 외
5월 이후로 촛불 집회는 주로 서울 광장에 많은 인원이 모이고 보도되었으나, 서울 이외 지역에서도 관련된 시위가 여러 차례 열렸다. 또한 일부 지역 도·시·군 의회에서는 미국산 쇠고기 수입 반대 결의안을 채택하기도 했다.
아래의 집회 내용은 2MB 탄핵투쟁 연대, 한국진보연대 등에서 홈페이지를 통해 직접 공지한 사항들이다.

#### 수도권
인천광역시에서는 매일 광주, 군포, 구리·남양주, 김포, 동두천, 부천, 성남, 수원, 시흥, 안산, 안성, 안양, 양주, 양평, 연천, 오산, 용인, 의정부, 이천, 파주·고양, 평택, 하남, 화성시 등에서는 주 중 특정 요일에 수십 ~ 수백 명이 참여하는 촛불 집회가 열렸다.

#### 충청권
대전광역시, 홍성군에서는 매일, 공주, 논산, 서산, 아산, 천안, 청주시, 당진, 연기, 영동, 예산, 음성군에서는 특정일에 촛불 집회가 있었으며, 청주시는 주 중 특정 요일에 촛불 집회가 열렸다.

#### 강원도
강릉, 원주, 태백, 춘천시에서 5월 중 수 차례의 촛불 문화제가 열렸다.

#### 호남권
광주광역시, 익산시, 전주시에서는 매일, 광양, 남원, 목포, 여수, 군산, 화순군에서는 5월 중 특정일에, 순창군에서는 매주 금요일에 촛불 집회를 열었다.

#### 영남권

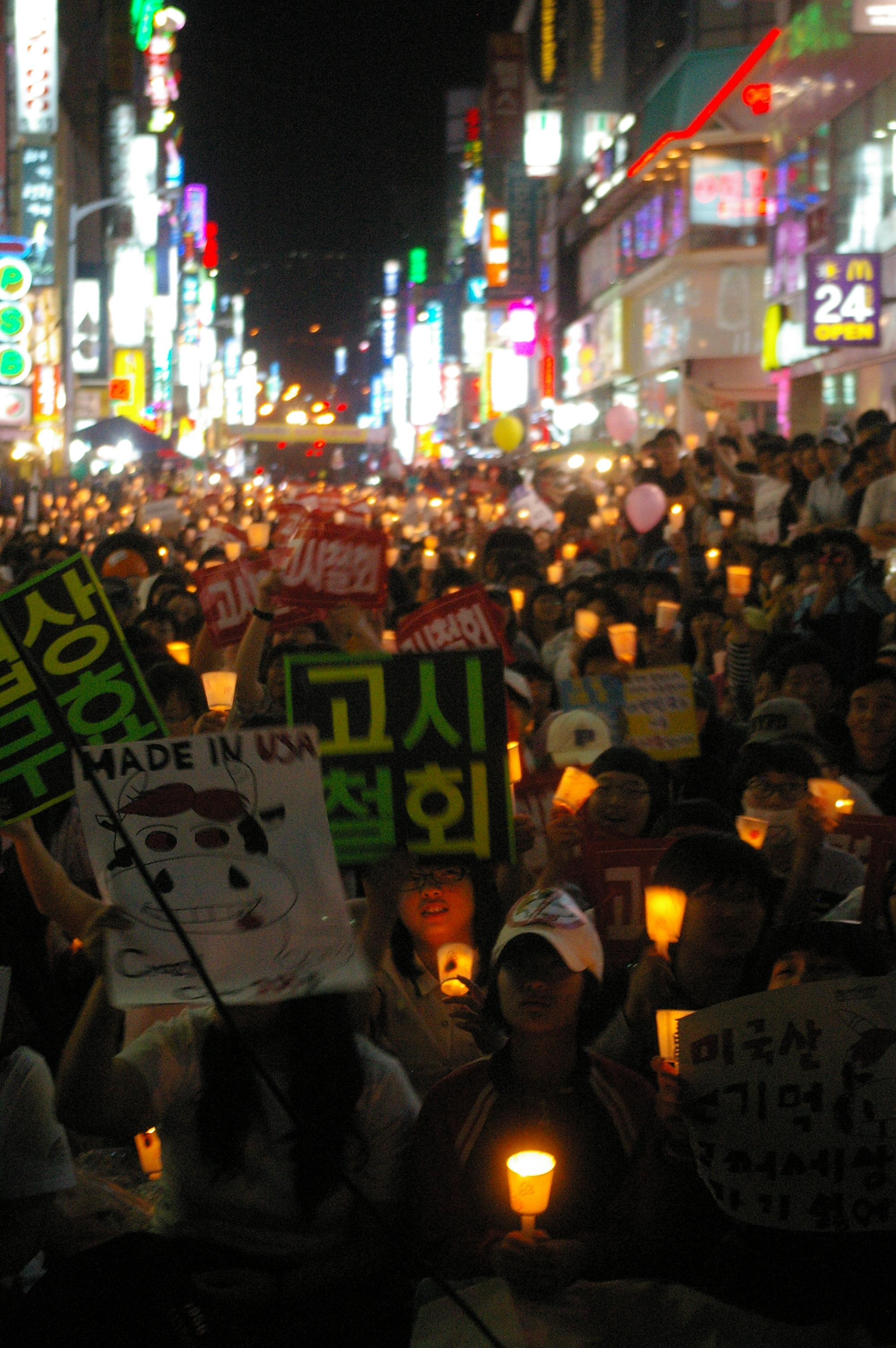
5월 31일 부산에서의 집회

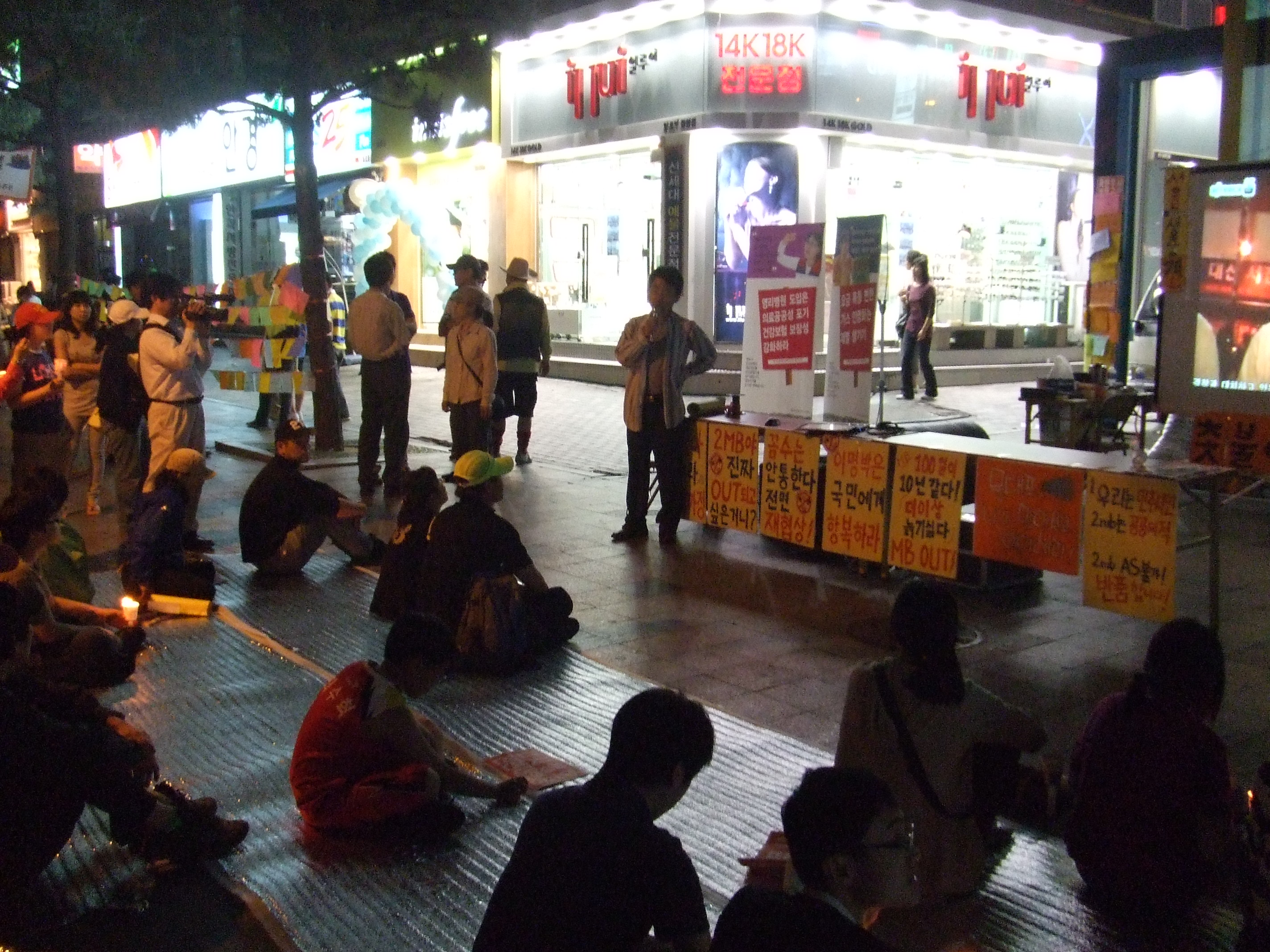
6월 7일 창원에서의 집회

대구광역시, 부산광역시, 울산광역시, 양산시는 매일, 경산, 경주, 구미, 거제, 거창, 김해, 마산, 밀양, 사천, 양산, 진주, 포항시, 울진, 의령, 함안, 합천군에서는 5월 중 특정일, 창원시는 5월 이후 정기적으로 촛불집회를 진행하였다.

#### 제주특별자치도
5월 6일 안티이명박 제주모임의 주최로 제주시청 마당에서 150여명이 촛불 문화제를 진행하였다. 5월 20일에도 촛불집회가 개최되었고, 5월 24일에는 가두행진이 벌어졌다. 6월 14일에는 청와대 앞으로 이명박 현 대통령이 2008년 8월 15일에 해고된다는 해고 통지서를 보냈다.

#### 국외
6월 1일, 프랑스, 독일, 뉴질랜드에 거주하는 대한민국 출신 이주민, 유학생들은 대한민국 내의 시위와 마찬가지로 쇠고기 협상을 비판하는 시위를 벌였다. 이날 시위에서도 대한민국 내의 시위에서처럼 이명박 정부 자체에 대한 비판과 경찰의 과잉진압에 대한 규탄이 있었다.
이후에도 다음 지역에서 촛불문화제가 열렸다.
- 미국 텍사스주 오스틴: 6월 1일 텍사스 대학 교정에서 촛불집회를 진행하였다.[출처 필요]
- 미국 뉴욕: 6월 7일 촛불문화제를 진행하였다.[출처 필요]
- 미국 미시간주 앤아버: 6월 11일과 12일 미시간 대학 Diag에서 촛불집회를 진행하였다.[출처 필요]
- 미국 워싱턴 D.C.: 수차례에 걸쳐 백악관 앞에서 재협상을 요구하는 촛불집회를 진행하였다.[출처 필요]
- 독일 베를린: 6월 1일과 7일 기념교회(Gedachniskirche) 앞에서 촛불집회를 진행하였다.[출처 필요]
- 독일 프랑크푸르트: 6월 7일 파울스교회(Paulskirche) 앞에서 촛불집회를 진행하였다.
- 오스트레일리아시드니: 6월 7일 촛불문화제를 진행하였다.[출처 필요]
- 영국 런던 : 6월 7일 다우닝가(Downing Street) Richmond Terrace 앞에서 촛불집회를 진행하였다.[출처 필요]

## 연행 및 사법처리
본 시위로 1,045명이 연행되었다. (2008년 7월 31일 기준) 연행자들 중 약 300여명이 9월 7일 '촛불연행자모임'을 구성하여 법적, 조직적 대응을 준비하고 있다. 어느 정도 시위의 규모가 축소된 7월 초에 대한민국 경찰은 광우병 대책회의 간부 6명을 일괄 수배하였다. 해당 수배자들은 경찰의 체포를 피해 2008년 10월까지 조계사에서 농성하다가 11월 초 체포되었다.
| 훈방·즉심   | 87명    |
| 구속        | 13명    |
| 조사중      | 10명    |
| 불구속 입건 | 935명   |
| 계          | 1,045명 |

### 벌금형 기소
검찰이 촛불시위 연행자 900여 명을 벌금형으로 기소(구공판 기소 165명)하기로 했다. 검찰 관계자는 "이른바, 닭장투어도 엄연히 국가적 손해를 발생시킨 불법행위로 사법처리 대상이 된다"고 말했다. 900여 명에 가까운 인원에 대한 사법처리는 지난 1990년대 시위 이후 최대 규모가 될 것으로 예상되고 있다. 자발적으로 연행에 응한 시민들까지 전과자로 만들겠다는 것이어서 논란이 일고 있다.

### 후원금 횡령
촛불집회 당시 ‘여대생 사망설’ 유언비어를 살포한 후 이에 대한 신문광고까지 낸 대학생 김모씨가 모금액 중 일부를 안마시술소와 나이트클럽 등에서 유흥비로 탕진한 것으로 확인되었다. 누리꾼들은 이를 가리켜 안마열사라고 부른다. 미국산 쇠고기 수입에 반대한다는 구실로 반정부 촛불시위를 주도했던 인터넷카페 운영자가 횡령한 네티즌들의 성금을 술값 및 자녀유학비 등으로 써 버린 사건이 발생하기도 했다.

### "촛불 휴교" 문자 무죄
2008년 5월 초 10대 재수생 장모군(18)은 자신의 휴대폰으로 "학생시위- 5월 17일 전국 모든 중고교 학생들 단체 휴교 시위, 문자 돌려주세요"라는 문자메시지를 친구 이모양에게 보냈다. 검찰은 장군을 기소했고, 전기통신기본법 위반('공익을 해할 목적으로 전기통신설비를 이용해 공연히 허위의 통신을 한 자는 처벌한다')과 업무방해 혐의를 적용했다. 9월 19일 서울중앙지법 형사12단독 김민기 판사는 장모군에게 무죄를 선고했는데, 이는 촛불집회 관련 기소자들에 대한 첫 번째 무죄 판결이다.
… '공익을 해할 목적'이라는 불확정적인 개념은 형벌법규가 국민의 일상생활에 지나치게 개입해 국민들 간 의사소통을 위축시키고 형사처벌의 대상으로 삼지 않도록 엄격하게 해석해야 한다. … 장군이 사용한 문구의 통상적 의미와 문맥, 당시 사회적 상황 등에 비춰보면 휴교 시위를 제안하거나 학생들도 촛불집회에 동참해야 한다는 개인적 의견을 표명한 것으로 보인다. … 휴교를 최초로 거론했다는 이유만으로 있지도 않은 휴교시위를 '있는 것처럼' 허위의 통신을 했다고 단정하기 어렵고 이를 인정할 증거도 없다. … 장군이 진정으로 의도했던 것도 전국 중고교생들의 등교 거부라는 결과를 낳는 것보다는 학생들이 자발적 의사로 시위에 참여할 것을 제안하려는 데 있다고 봐야 한다. … 공익을 해할 목적이 있었다고 단정할 수 없다. … 장군은 이양 1명에게만 문자메시지를 보냈을 뿐인데, 이 같은 행위와 학교들의 업무방해라는 결과 사이에 유의미한 인과관계가 있다거나 예견가능성이 있었다고 볼 수 없다. …— 판결문에서

### 유모차 부대 수사 및 논란
9월 19일 경찰은 다음카페 '유모차부대' 운영자 등 주부 3명에 대해 집시법 위반과 일반교통방해 혐의로 수사중이라고 발표했다. 이들의 혐의 내용은 '카페 공지를 통해 10회가량 촛불집회 참가 동원', '유모차를 끌고 카페 회원 수십 명 등과 함께 도로를 점거해 행진', '경찰의 해산명령을 듣고도 불응하면서 유모차로 물대포차 2대의 진로 및 교통 방해' 등이다. 이에 대해 논란이 일자 9월 20일과 9월 21일 서울경찰청은 '유모차부대 수사 관련 여론에 대한 해명'이라는 제목의 자료 2건을 발표했다.
일부 국회의원과 종교인도 여러차례 도로 점거 촛불행진이나 삼보일배 행진에 참가했고 행진 현장에서 경찰 물대포차와 전경부대의 진로를 막기도 하는 등 혐의 내용과 유사한 행동을 했으나 이들에 대해서는 조사 계획조차 없어서 수사에 대해 형평성 논란이 제기되었다. 또한 10월 2일 이명박 대통령은 청와대에서 열린 여야 원내대표단·정책위의장과의 만찬 모임에서 유모차 부대 수사에 관련해 “유모차에 아이를 태우고 나와선 절대 안 된다”며 “아이들을 시위에 데리고 나오는 것은 아동보호법 위반으로, 처벌 목적이 아니라 앞으로 아이를 못 데리고 나오게 하는 게 목적”이라고 말했다. 이명박 대통령의 발언 당시 '아동보호법'이라는 법률은 없었으므로 아동복지법을 의미하는 것으로 해석된다.

### 연예인 소환조사
2008년 12월 15일 경찰은 배우 맹봉학을 소환 조사하기로 했다고 밝혔다. 촛불집회와 관련하여 연예인이 소환되는 것은 이것이 처음이다. 그는 7월 중순 서울 도심 거리에서 벌어진 촛불집회에 참석해 도로교통을 방해한 혐의를 받았다. 같은 날 그는 머니투데이와의 전화 인터뷰에서 '같은 상황이 또 다시 발생하더라도 촛불집회에 나갈 것이며, 촛불집회가 정당하다는 생각은 변하지 않았다'고 말했다.

### 체포
- 2008년 11월 13일 - 오종렬 한국진보연대 상임대표 체포
- 2008년 12월 6일 - 이석행 민주노총 위원장 체포[75]

### 관련 판결
2010년 4월 28일 촛불집회 당시 한 여대생이 전경에게 폭행당했다며 국가를 상대로 낸 손해배상 청구 소송에서 법원은 "여대생에게 900만원을 배상하라"고 판결했다. 이후 2011년 1월 열린 재판에서도 정부의 과잉진압이 인정된다며 "국가가 전경들의 과잉진압으로 발생한 치료비 등 6900만원을 지급하라"고 판결했다.

## 관련 판례
PD수첩의 미국산 쇠고기 관련 보도#판결과 반응

## 논란

### 합법성 문제

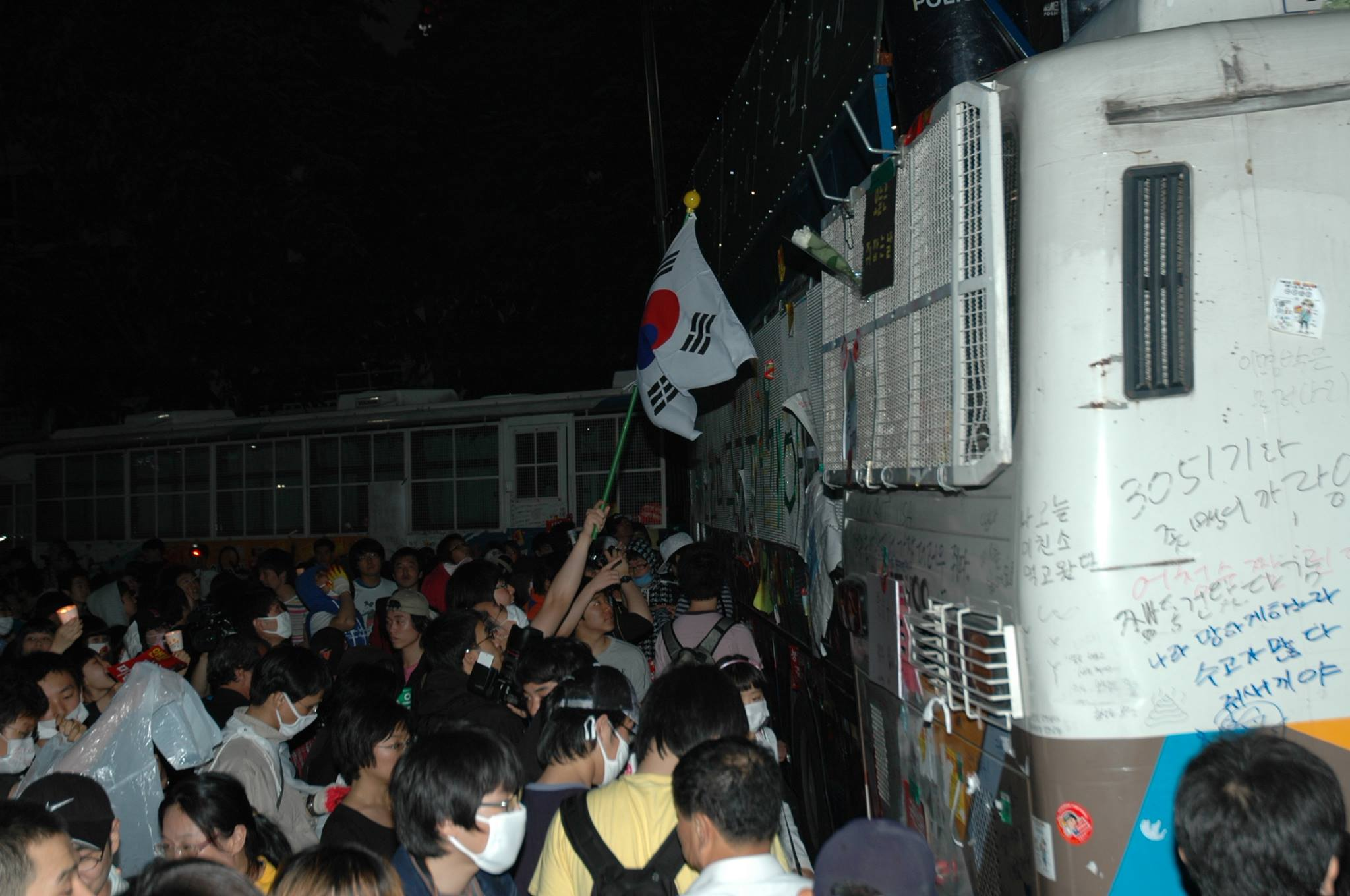
야간에 경찰과 대치하는 시위대

대한민국에서는 집회 및 시위에 관한 법률(이하 집시법)에 따라 일몰 후에는 원칙적으로 집회가 금지되어 있다. 이러한 논란을 피하기 위해 시위 초기인 5월 2일, 5월 3일 집회 시에는 가수 등을 초청하여 공연을 열고, 자유 발언 등 문화행사의 방식으로 치러졌다. 야간 집회는 조건부로 허용되기도 하는데 이 경우 집회 48시간 전에 신고가 있어야 한다. 이에 대해 문화제 주최 측은 지금까지 신고를 통해서 야간 집회가 허용된 사례가 거의 없어 사실상 불허하고 있음을 지적하였다.
촛불 집회가 불법이라는 점에 반대하는 입장은 헌법 제21조를 들고 있으며, 실제로 집회가 평화적인 행진만으로 진행된 만큼 헌법의 정신에 따라 불법으로 볼 수 없다고 주장한다.
5월 24일 이후로 벌어진 도로 행진은 “집시법 제12조 (교통 소통을 위한 제한)”에 의해 불법이라는 의견이 제시되었다.
2008년 10월 9일, 서울중앙지법에서는 광우병대책회의 팀장의 요청을 받아들여 집회및시위에관한법률조항 제10조와 제23조1호에 대해 헌법재판소에 위헌법률심판을 제청하였다. 헌법재판소는 14년 전인 1994년 동일한 안건에 대해 합헌결정을 내린 바 있다. 2009년 9월 24일 대한민국 헌법재판소는 야간 집회의 금지 조항에 헌법 불합치 판정을 내렸다.

### 폭력 시위 논란

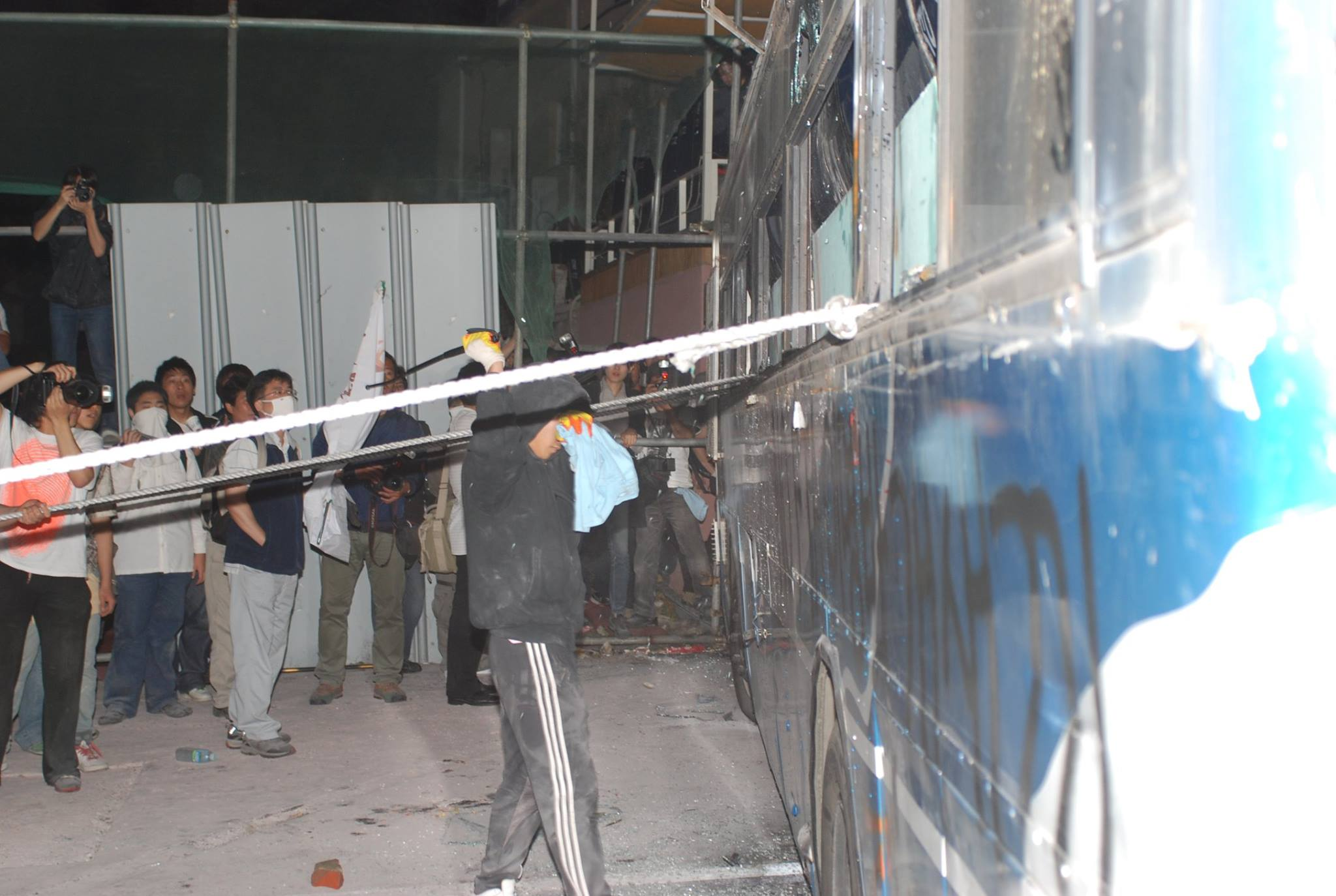
경찰 버스를 훼손하는 시위대

시위대 중 일부는 전경들에게 염산병을 던지고 화염을 발사하는 등의 폭력시위를 주도했다. '열할국민'이라는 단체는 염산 18리터를 구입해 드링크 병에 나누어 담아 염산병을 만들어 던지고 쇠구슬을 쏘고 경찰 버스를 부수는 등의 혐의로 기소되어 징역형을 선고받았다. 또 일부는 쇠파이프를 휘두르고 경찰버스를 부수는 등의 행동도 있었으며, 시위대는 삽과 쇠파이프 등을 이용해 전경들을 구타했다는 증언도 나왔다. 인터넷에서는 정부는 폭력시위를 자제해 달라며 대국민담화를 발표했으나 시위는 가라앉지 않았고 검찰은 전경 372명이 부상했고 경찰버스 111대 경찰장비 1512점이 손상되었다며 "폭력 촛불시위 종지부 찍겠다"고 밝혔다.
이러한 폭력시위는 일부 단체가 조직적으로 주도했다는 의혹이 제기되었다. 진보연대는 '버스타고 청와대 가기' '국민토성 쌓기'등을 기획했고 특히 ‘국민토성 쌓기’와 관련해서는 “모래 주머니를 5m 폭으로 15도 각도로 쌓을 경우 4000cm3짜리 13만5000개가 필요하며, 5t 트럭으로 100대 분량이 필요하다"는 내용이 발견되었다. 경찰 관계자는 “‘국민토성 쌓기’나 ‘청와대 진격’ 등은 경찰과의 충돌이 불가피한데도, 두 단체는 이런 불법 행위를 사전에 기획했고 사후 보고까지 받았다”며 “두 단체 지도부에 대한 사법처리를 적극 검토하고 있다”고 밝혔다. 시위대들이 경찰이나 특정 언론사 기자들을 발로 차고 짓밟는 등 집단폭행하고 특정 언론사에 쓰레기나 오물을 투척한 뒤 현판을 떼어내며 유리창을 깨부수는 행위에 대한 비판도 나왔다.
국내 일부 주요 인사들과 언론들은 시위대의 폭력성을 지적하며 폭도라고 비판하였고, 해외 주요 언론들 역시 극심한 폭력 사태에 대해 서울에서 일어난 폭동이라고 정의하여 보도하기도 하였다. 국제앰네스티와 유엔 인권침해 조사관 역시 시위 초기엔 평화적이었으나 이후 시위대와 경찰 양쪽에서 폭력이 발생하였다고 지적하였다. 또한 인터넷 상의 감정적인 여론몰이와 현실 여론의 거리감 역시 문제점으로 지적되었다.

### 시위 과잉 진압 문제
법을 집행하는 데 과도하게 사용된 공권력에 대해서도 많은 논란이 제기되고 있다.
6월 1일 시위대가 청와대로 향하자 경찰은 진압 및 해산 과정에서 경찰특공대를 투입하였고, 경찰봉과 물대포, 소화기 등의 진압 장비를 사용하였다. 이 과정에서 많은 시민이 크고 작은 부상을 당했다. 특히 일부 시위대에게는 3m 이내의 거리에서 물대포를 직사(直射)해 눈과 귀의 막이 손상되는 부상을 입기도 했다. 이처럼 경찰이 집회 진압 및 강제 해산 과정에서 근거리의 시위대에게 물대포를 직사한 것과 관련해 많은 누리꾼과 사회단체는 이를 경찰장비관리규칙을 어긴 불법 과잉 진압이라고 비판하며 책임을 추궁했다. 경찰장비관리규칙에 따르면 물대포 사용시 발사 각도를 15도 이상 유지해야 하며, 근거리(20미터 이내) 직접 쏘는 것이 금지되어 있다. 하지만 경찰은 지난해 신설한 내부 지침인 물대포운용지침에 의하여 물대포를 직사할 수 있으며, 나중에 만들어진 물대포 운용 지침이 우선한다고 주장했다. 그러나 이에 대해 몇몇 법률 전문가는 물대포운용지침은 법적 구속력이 없는 내부 지침에 불과하고 외부에 공식 공개된 훈령보다 우선한다고 보기 어렵기 때문에, 훈령이 폐지되지 않는 한 이를 지켜야 한다고 말했다. 논란이 확산되자 한진희 서울경찰청장은 “신체적 접촉에 의해 경찰 저지선이 뚫릴 정도가 아니라면 앞으로는 물대포를 쓰지 않겠다.”고 말했다.
또한 시위 당시 전경이 한 여성을 쓰러뜨리고 군홧발로 짓밟는 모습이 기자의 카메라에 포착되었고, 이로 인해 시위 진압의 폭력성이 크게 논란이 되었다.

#### 국제 앰네스티 한국 지부
6월 1일에는 세계 최대 인권 단체인 국제 앰네스티 한국 지부가 성명서를 발표하여, 미국산 쇠고기 수입 반대 시위대에 대한 경찰의 강경 진압에 대해 ‘폭력 진압을 즉각 중단하고 시민들의 평화 시위를 보장할 것’을 촉구했다. 7월 3일에는 국제 앰네스티 조사관 노마 강 무이코가 2주 동안 대한민국에 머물면서 시위, 진압 과정에서 일어난 인권 침해 등을 조사하고, 부상당한 시민들과 경찰들을 면담하였다.7월 18일에는 침해사례에 대한 조사결과를 발표하였고 “(대한민국)정부는 과도한 무력을 행사한 경찰관의 책임을 물어서 법에 의한 통치에 대한 의지를 보여주어야 하고 기소된 시위대들에게 적법한 절차를 제공해야 한다"고 밝혔다.

##### 인권 침해의 사례
- 몇몇 경우 경찰의 과도한 무력 행사[105]
- 물대포나 소화기 같은 비살상 군중통제장치의 남용[105]
- 시위대뿐만 아니라 지켜보던 사람까지 자의적으로 연행[105]
- 일부 구금자에 대한 잔인하거나 비인간적, 굴욕적 처우나 형벌.[105]
- 일부 구금자에게 적절한 의료조치를 받지 못하게 함[105]
- 24세 사무직 여성에 대하여 적어도 5명의 경찰이 곤봉과 발로 가격함[105]
- 14세 소년의 뒷머리를 방패로 가격함[105]

이러한 국제 엠네스티의 조사 결과에 대해서 대한민국 경찰은 "무이코 조사관은 과격 폭력시위가 발생한 날 현장에 나가지 않고 종교단체가 시위를 주도했던 7월 4일과 6일의 평화적인 집회 상황만 보고 전반적인 상황으로 파악한 것은 유감"이라며 "폭력시위의 실상에 대해 이해가 부족하고 객관성과 공정성이 없다"고 주장했다.
또, 경찰은 조사 보고서의 한국어 번역본이 경찰에게 불리하도록 오역한 4가지 사례를 들었다. 경찰청은 특히 '진압경찰이 밀려드는 시위군중을 통제하려고 노력하는 과정'을 '진압경찰이 군중들을 향해 진격하거나'로 번역한 부분을 강조했다. 앰네스티 측도 이를 인정하였다. 법무부도 "시위와 관련된 공권력 행사는 법질서 파괴 행위를 저지하기 위해 최소한의 범위에서 이뤄진 정당한 조치"라고 반박했다. 그러면서 "시위와 관련된 공권력 행사는 법질서 파괴 행위를 저지하기 위해 최소한의 범위에서 이뤄진 정당한 조치"라는 내용이 담긴 항의 서한을 엠네스티에 전달했다. 시민단체는 촛불 집회에서 발생한 경찰의 인권 침해에 대한 엠네스티의 조사 발표 내용은 시위대만을 대변한 편협한 결과”라고 비판했다. 불법폭력 시위대에 대한 최소한의 공권력 행사를 두고 경찰의 과도한 무력사용 등 인권침해 수사를 권고했다”면서 “이는 칼을 든 강도를 상대로 강도가 다칠 수 있음을 생각해 아무런 대응을 하지 않아야 한다는 것 아니냐”고 반문했다.

#### 국가인권위원회
10월 27일 국가인권위원회는 경찰이 과도한 공격진압으로 인권을 침해한 사실을 인정하고 다음 사항을 권고하였다.
- 경찰청장 경고조치
- 서울지방경찰청 기동본부장과 4기동단장 징계
- 방어 위주의 경비원칙 준수
- 살수차 구체적 사용 기준을 법령으로 제정
- 소화기는 본용도로만 사용
- 비무장 시위대에 대한 투척행위 금지
- 집시법 위반 혐의 조사시 반성문 형식 자술서 받는 관행 중단
- 진압 전의경이 누구인지 알아볼 수 있는 표지 부착

법무부와 경찰청은 이에 대해 편향된 조사 결과라며 반박하였으며, 뉴라이트전국연합 등 보수단체들은 인권위의 결정을 비판하며 인권위 해체를 촉구하는 기자회견을 가졌다. 한나라당은 법무부와 경찰청을 옹호하며, "폭행당했다고 성명서를 낸 인권지킴이도 참여연대 소속이고 인권위원장 등 참여연대 소속이 많다. 인권위는 참여연대의 산하기관이라고 볼 수 있는데 (이번 조사 발표가) 공정했느냐"고 되물었다.
민주당은 인권위의 결정을 환영하며 "인권위원회의 결정이 너무 늦은 것"이라고 하였으며, 민주노동당은 법무부와 경찰청의 반박에 대해 "이대로 가면 인권위 독립성 무너질 위험 있다"며 우려를 표명했다.

## 각계 반응

### 대한민국 정부
5월 2일, 5월 3일 집회에 대해 경찰은 미신고 불법 집회로 보고 있으나 긴급하지 않다고 판단하여 제지하지 않는다는 입장을 밝혔다. 이명박 대통령은 청와대 내부 회의에서 “1만 명의 촛불은 누구 돈으로 샀고, 누가 주도했는지 파악해 보고하라.”라고 말한 바 있다. 5월 28일 청와대는 “촛불문화제는 폭넓게 인정하되 가두시위는 엄단한다.”고 했다.

#### 대국민 담화문
이명박 대통령은 6월 19일 특별기자회견을 열어 사과의 뜻을 밝혔다.
국민께 드리는 말씀
존경하는 국민 여러분!

지난 6월 10일 광화문 일대가 촛불로 밝혀졌던 그 밤에 저는 청와대 뒷산에 올라가 끝없이 이어진 촛불을 바라보았습니다.
시위대의 함성과 함께 제가 오래전부터 즐겨 부르던 <아침이슬> 노래 소리도 들었습니다. 캄캄한 산중턱에 홀로 앉아 시가지를 가득 메운 촛불의 행렬을 보면서, 국민들을 편안하게 모시지 못한 제 자신을 자책했습니다.
늦은 밤까지 생각하고 또 생각했습니다. 수 없이 제 자신을 돌이켜보았습니다. 저는 최근 각계각층의 지도자 여러분을 만나 말씀을 들을 기회를 가졌습니다. 그 분들께서는 이렇게 충고해주셨습니다. "혼자서 고민하지 말고, 국민들께 털어놓고 이해를 구하라"고 말입니다.
제가 오늘 이 자리에 선 것은 그분들의 말씀대로 국민들께 저간의 사정을 솔직히 설명드리고 이해를 구하기 위해서입니다. 그리고 앞으로의 국정운영 방향을 말씀드리고 새출발을 다짐하려고 합니다.
돌이켜보면 대통령에 당선된 뒤 저는 마음이 급했습니다. 역대 정권의 경험에 비추어 볼 때 취임 1년 내에 변화와 개혁을 이루어내지 못하면 성공할 수 없다고 생각했습니다.
더욱이 제가 취임하던 때를 전후해 세계 경제의 여건은 급속히 악화되고 있었습니다. 국제금융위기에 겹쳐 유가와 원자재 값마저 치솟았습니다. 이러한 어려움을 극복하고 선진국으로 도약하기 위해서는 우리 경제의 경쟁력을 높이는 일이 시급했습니다.
한미 FTA 비준이야말로 성장잠재력을 높이는 지름길의 하나라고 판단했습니다. 미국산 쇠고기 수입을 계속 거부하면 한미 FTA가 연내에 처리될 가능성은 거의 없다고 보았습니다. 미국과의 통상마찰도 예상됐습니다. 싫든 좋든 쇠고기 협상은 피할 수 없다고 생각했습니다.
한미 FTA가 체결되면 34만개의 좋은 일자리가 새로이 생기고, GDP(국내총생산)도 10년간 6% 이상 늘어날 것으로 예측됩니다. 대통령으로서 이런 절호의 기회를 놓치고 싶지 않았습니다. 아무 노력도 하지 않고 기회의 문이 닫히는 것을 그냥 바라보고만 있을 수는 없었습니다.
우리나라는 4대 강국에 둘러싸인 세계 유일의 분단국입니다. 거기다 북한 핵의 위험을 머리 위에 이고 있습니다. 안보의 측면에서도 미국과의 관계 회복은 더 늦출 수 없었습니다.
그러다보니 식탁 안전에 대한 국민의 요구를 꼼꼼히 헤아리지 못했습니다. 자신보다도 자녀의 건강을 더 걱정하는 어머니의 마음을 세심히 살피지 못했습니다. 아무리 시급히 해결해야 할 국가적 현안이라 하더라도, 국민들이 결과를 어떻게 받아들일지, 또 국민들이 무엇을 바라는지, 잘 챙겨봤어야 했습니다.
저와 정부는 이 점에 대해 뼈저린 반성을 하고 있습니다.
정부는 지금 모든 외교력을 동원해서 최선의 노력을 하고 있습니다. 국제표준과 충돌되지 않고 통상마찰을 일으키지 않으면서도 식품 안전에 관한 국민들의 염려를 해소하기 위해서입니다.
저는 미국 부시 대통령에게 우리의 요구 사항을 구체적으로 분명히 밝혔습니다. 이를 계기로 지금 이 시각에도 양국 대표들이 모여 협상을 하고 있습니다.
국민들이 원하지 않는 한 30개월령 이상의 미국산 쇠고기가 우리 식탁에 오르는 일이 결코 없도록 할 것입니다. 미국 정부의 확고한 보장을 받아내겠습니다. 미국도 동맹국인 한국민의 뜻을 존중할 것으로 기대하고 있습니다.
정부는 이번 일을 계기로 모든 식품의 안전성을 담보하기 위해 철저한 조치를 취하도록 하겠습니다.
존경하는 국민 여러분!
그동안 국민 여러분께서는 미국과의 재협상을 요구했습니다. 그런데 정부는 재협상의 어려움만 설명하려고 했습니다. 이런 태도가 국민 여러분께는 정부가 국민의 뜻을 따르지 않는 것으로 비친 것 같습니다.
이러한 국민들의 요구가 커지자 야당은 물론 여당 내에서도 저에게 '일단 재협상 요구를 수용하고 보자'는 이야기도 하였습니다. '통상마찰이나 국익에 손해가 있더라도 당장 이 사태를 진정시켜야 한다' 고 했습니다.
국내 문제라면 벌써 그렇게 했을 것입니다. 저의 정치적 입장만을 고려했다면 주저하지 않고 받아들였을 것입니다. 제가 '재협상 한다'고 선언했다면 당장은 어려움을 모면할 수도 있었을 것입니다. 그래서 저 자신, 많은 갈등을 한 것도 사실입니다. 대통령의 국정 지지도가 급격히 떨어지고 온갖 비난의 소리가 들리는데 제가 무엇을 위해 고집을 부리겠습니까.
그러나 저는 대통령으로서 국익을 지키고 미래를 생각하지 않을 수 없었습니다. 엄청난 후유증이 있을 것을 뻔히 알면서 그렇게 할 수는 없었습니다. 국민 여러분께서는 2000년에 벌어진 마늘 파동을 기억하실 겁니다. 중국산 마늘이 대거 들어오면서 국산 마늘 값이 폭락하자 정부는 여론무마용으로 긴급관세를 부과했습니다. 그러자 중국은 한국 휴대폰 수입을 중단시켰습니다. 결국 이 문제는 한국이 일방적으로 양보하는 것으로 끝이 났습니다.
기름 한 방울 나지 않고, 변변한 자원조차 없는 우리나라가 살아남을 길은 통상밖에 없습니다. 우리 경제의 통상 의존도는 70%가 넘습니다. 통상대국 일본이 20%대 라는 점을 감안하면 대단히 높습니다. 그런 우리가 국제사회에서 신뢰마저 잃으면 미래가 없습니다.
때문에 국민의 건강권을 지키면서 경제에 악영향을 미치지 않을 방법으로 정부는 추가 협상을 선택한 것입니다. 국민 여러분께서 이런 사정을 깊이 이해해주셨으면 합니다.
존경하는 국민 여러분, 저는 취임 두 달 만에 맞은 이번 일을 통해 얻은 교훈을 재임 기간 내내 되새기면서 국정에 임하겠습니다. 국민과 소통하면서, 국민과 함께 가겠습니다. 국민의 뜻을 받들겠습니다. 반대 의견에 귀를 기울이겠습니다.
청와대 비서진은 처음 시작하는 마음으로 대폭 개편하겠습니다. 내각도 개편하겠습니다. 첫 인사에 대한 국민의 따가운 지적을 겸허히 받아들여서 국민의 눈높이에 모자람이 없도록 인선에 최선을 다하겠습니다. 대선 공약이었던 대운하 사업도 국민이 반대한다면 추진하지 않겠습니다. 어떤 정책도 민심과 함께 해야 성공할 수 있다는 것을 다시 한 번 절실히 느꼈습니다.
존경하는 국민 여러분,
국제 경제 여건이 대단히 어렵습니다. 원자재, 곡물 값은 엄청나게 오르고 국제 유가는 작년보다 두 배나 올랐습니다. 앞으로 계속 오를 것이라는 우려 섞인 예측도 있습니다. 이렇게 되면 세계 경제가 위기에 처하게 될 것입니다.
우리도 그 위기에서 자유로울 수 없습니다. 이에 대한 대비를 지금부터 철저히 해야 합니다. 지금 국내에서도 유가 인상으로 인한 생계형 파업으로 물류가 끊기고 공장 가동이 멈추는 사태가 일어나고 있습니다. 생존권을 지키기 위해 행동에 나선 근로자들을 무조건 탓할 수는 없는 일입니다.
하지만 파업이 오래 가 경제에 결정적 타격을 준다면 그 피해는 근로자를 포함해 국민 모두에게 고스란히 돌아가게 됩니다. 지금은 기업도 정부도 근로자도 모두 한 걸음씩 양보하고 고통을 분담해야 할 때입니다.
우리는 이미 70년대 석유파동과 90년대 금융위기 등 여러 차례의 위기를 국민 모두가 힘을 합쳐 훌륭히 극복한 경험을 갖고 있습니다. 이번 일도 서로 고통을 나누면서 손잡고 협력할 때 세계 어느 나라보다 훨씬 더 빠르게 이 위기를 극복할 수 있습니다.
경제 상황이 나빠지면 가장 고통을 받는 이들은 서민입니다. 물가를 안정시키고 서민의 민생을 살피는 일을 국정 최우선으로 하겠습니다. 반드시 경제를 살리겠습니다. 국내외 기업이 마음 놓고 투자할 수 있는 환경을 조성해 좋은 일자리를 많이 만들어 내겠습니다.
공기업 선진화, 규제 개혁, 교육제도 개선 등 선진국으로 도약하기 위해서 꼭 해야 할 일들은 철저히 준비해 차질없이 추진해 나가겠습니다. 이제 새로 시작해야 할 시간입니다. 두려운 마음으로 겸손하게 다시 국민 여러분께 다가가겠습니다.
국민 여러분께서도 새로 출발하는 저와 정부를 믿고 지켜봐 주시기를 바랍니다. 촛불로 뒤덮였던 거리에 희망의 빛이 넘치게 하겠습니다. 감사합니다.
2008년 6월 19일 이명박 대통령 대국민 담화 전문

### 각 언론 보도

#### 대한민국 언론 보도
이번 시위가 처음 시작된 때부터 대한민국의 주요 방송, 신문, 인터넷 언론사들은 이 시위를 비중있게 보도하였다. 하지만 5월 24일을 기점으로 시위가 가두 시위로 확대되고 시위의 불법성이 높아진 이후, 주요 메이저 언론에서는 통상적인 보도 이상의 보도를 하지 않았다. 한편, 진보신당과 오마이뉴스, 한국노동방송국 민중의 소리 등 일부 진보성향 정치단체와 진보 성향 인터넷 언론에서 현장에서 직접 생중계를 하였고, 이것을 이번 시위에 관심이 있는 시민들이 아프리카 등에서 인터넷 방송으로 재중계하였다. 일부 시민들은 와이브로 등 무선 인터넷을 이용해 시위 현장을 개인적으로 중계하기도 하였다.
5월 31일 시위대가 청와대를 목표로 가두행진을 시작하자 주요 언론에서도 긴급 보도를 하였다. MBC와 KBS, SBS가 긴급 속보로 보도했으며, MBC에서는 새벽 1시 반 정도에 4만 명이, KBS에서는 새벽 2시가 넘은 시간까지 2만 명에 가까운 시위대가, SBS에서는 새벽 2시 반까지 수만 명의 대규모 시위대가 남아 있다고 보도하였다.
보수 언론이라고 일컬이지는 조선일보, 중앙일보, 동아일보 등은 촛불시위에 비판적인 견해를 가지고 과격한 시위의 위험성을 보도하기도 하였다. 한국일보는 스스로 참정권을 부정하는 행위라는 지적을 하기도 하였다.

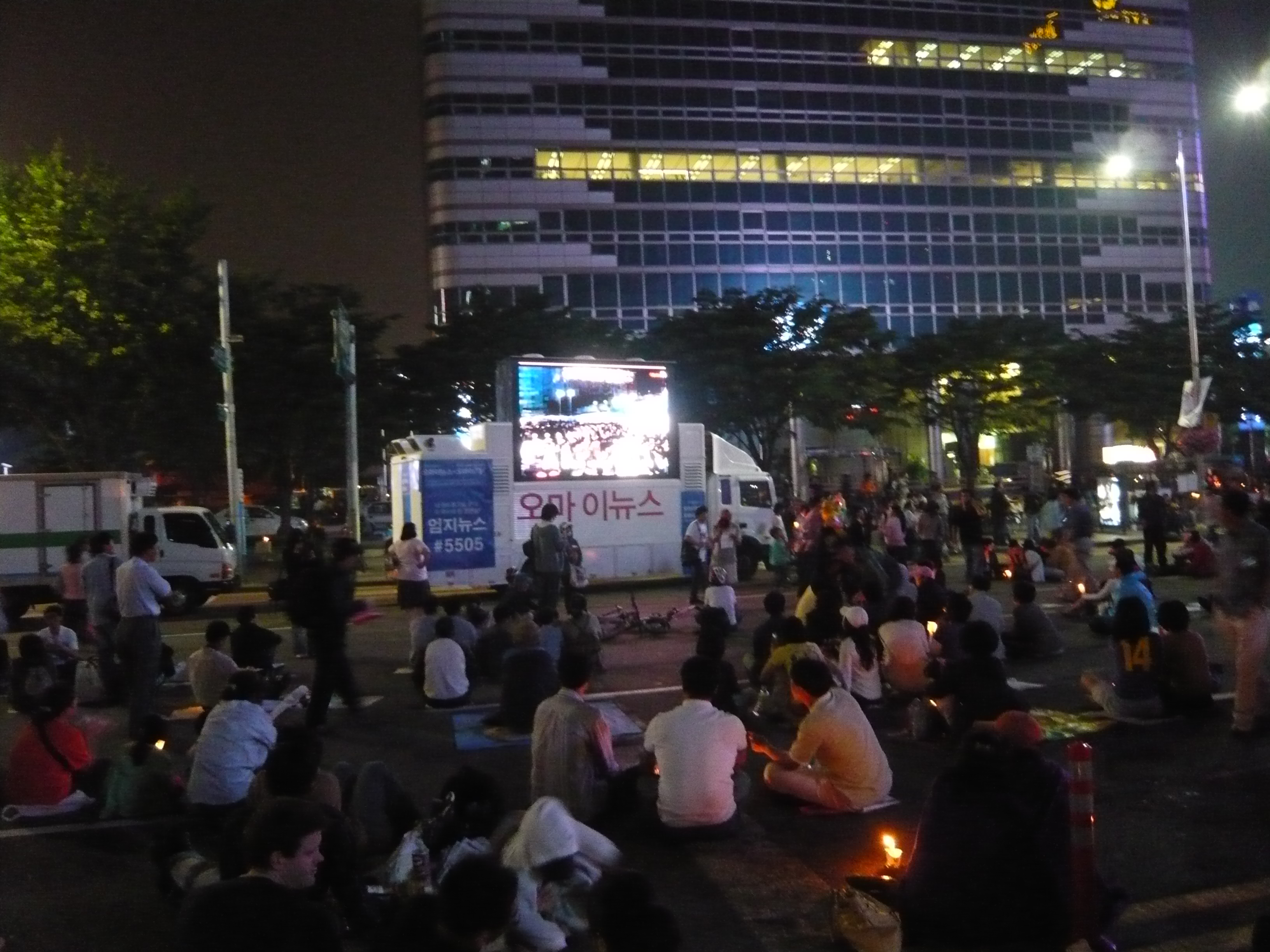
오마이뉴스의 현장 중계
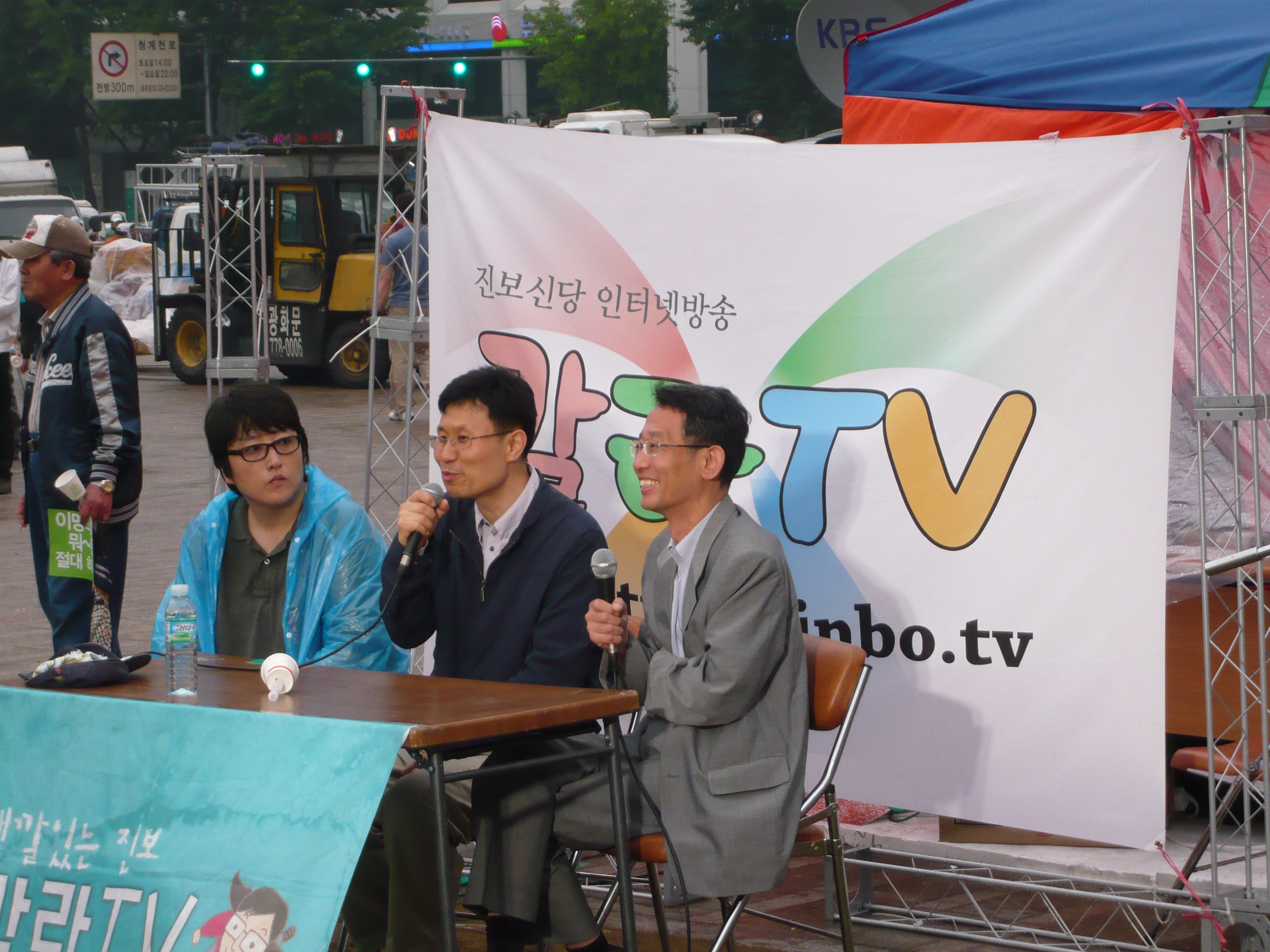
진보신당 칼라TV
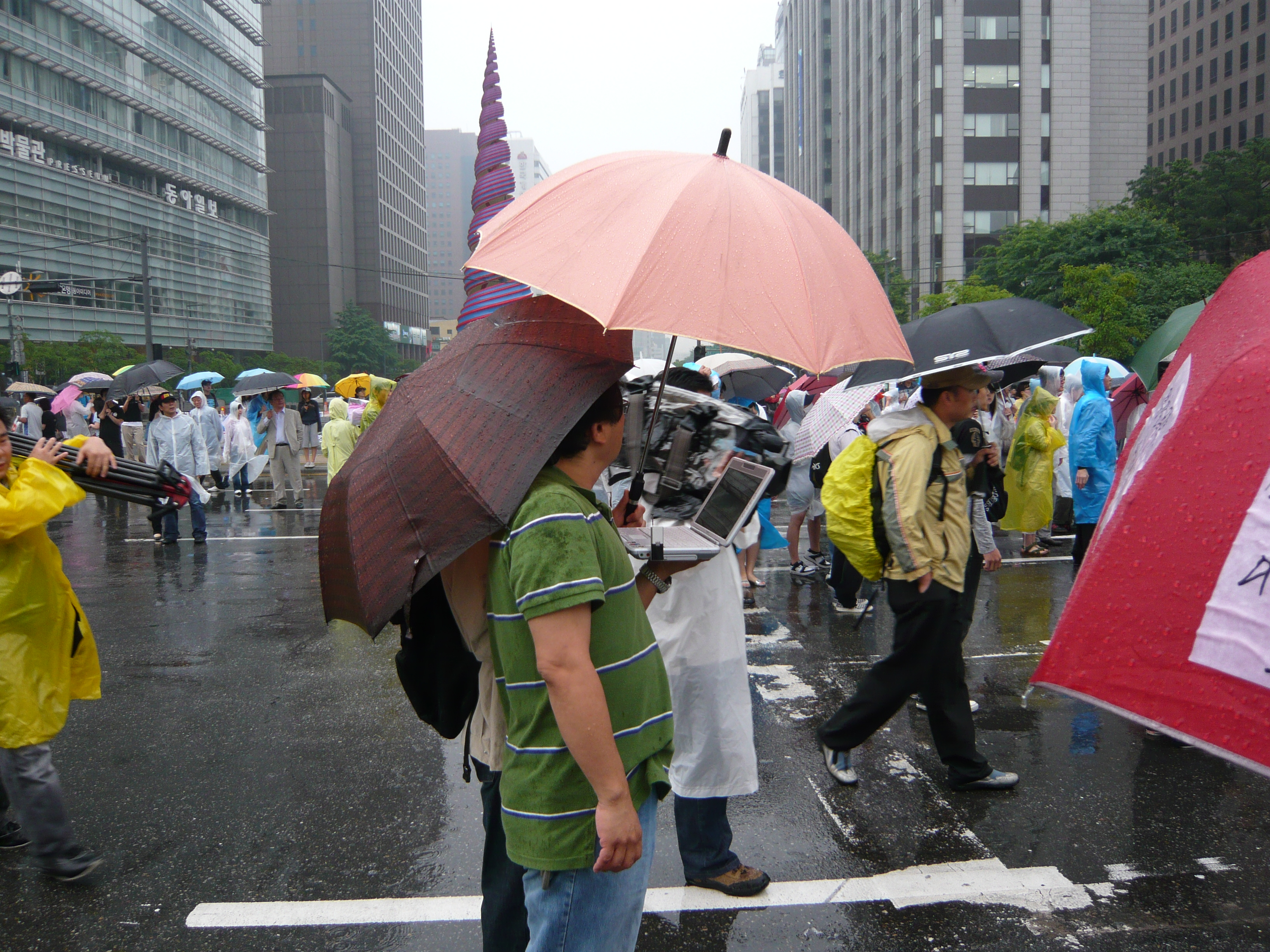
인터넷 중계 중인 시민
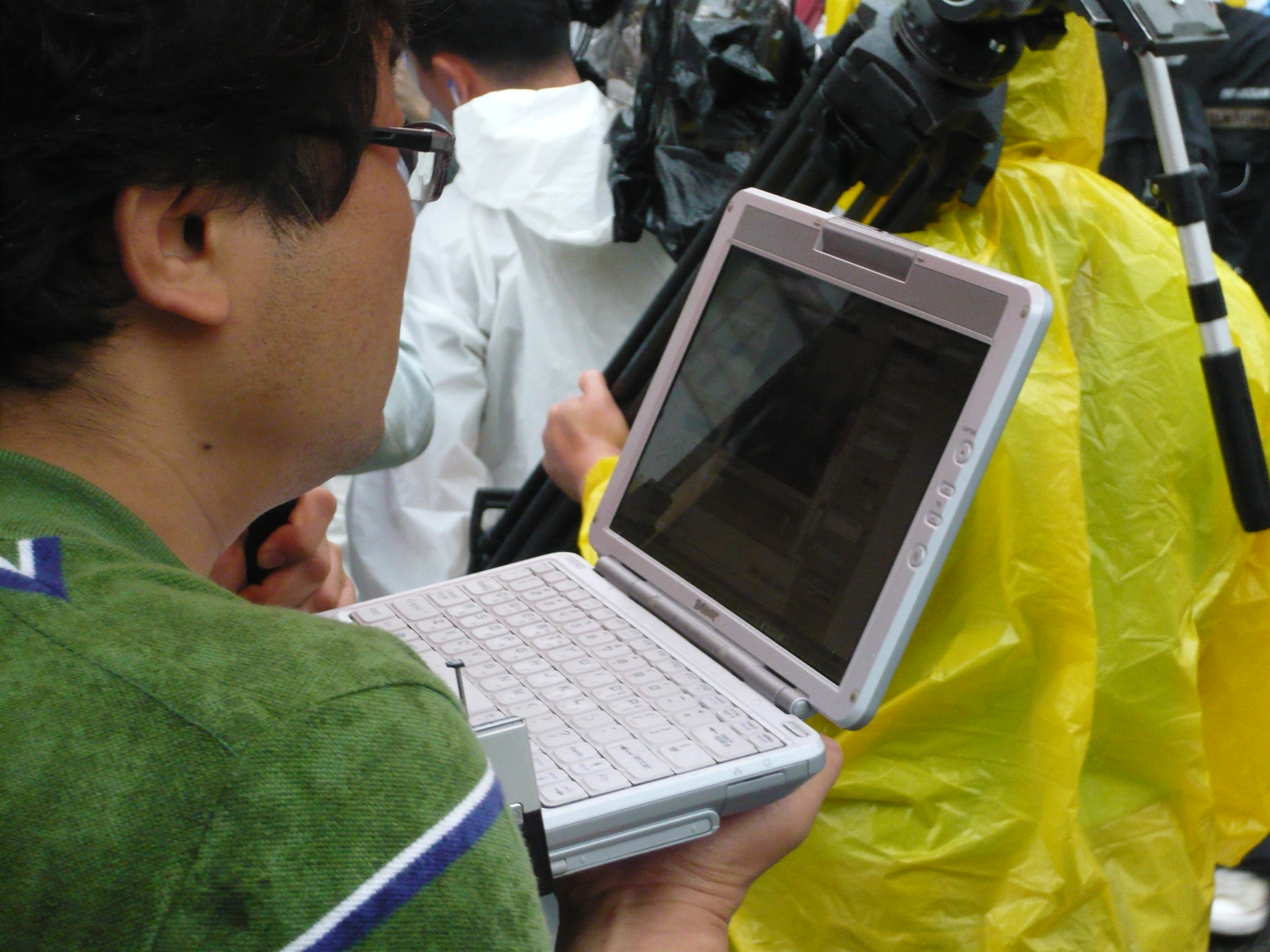
인터넷 중계 중인 시민

#### 미국 언론 보도
미국의 언론사인 뉴욕타임스, AFP, CNN 등은 서울발로 “쇠고기 시위가 폭력적으로 변했다”는 요지의 기사를 타전했다.
- 6월 11일, 미국의 일간지 워싱턴포스트와 뉴욕타임스는 대한민국의 6.10 대규모 촛불시위 사진을 1면 톱으로 올리고, 대한민국 내부의 상황을 보도했다.[118]
- 6월 13일, 헤럴드 트리뷴 국제판에서 미국의 프린스턴 대학 교수 폴 크루그먼은 "미국 조지 부시 정부의 허술한 식품규제에서 비롯하고, 이로 인해 미국의 무역정책의 신뢰성이 떨어지고 있다고 비판하였다. 또한 미국 정부의 허술한 외교정책이 대한민국 국민의 반감을 사게 하였으며 이로 인한 대한민국의 촛불집회를 비난하기는 힘들다"고 하였다.[119][120]
- 6월 29일, CNN에서는 일요일 새벽 아침 서울시에서 미국 쇠고기 수입 반대 집회가 폭력적으로 변하면서 수 천명의 시위자들이 경찰들과 싸웠고, 밧줄을 이용하여 청와대로 향하는 길을 막은 버스를 끌어당겼고 많은 이들이 쇠파이프를 들고 돌을 경찰에게 던졌다고 전했다.[121]
- 6월 29일, 미국의 신문사 USA Today는 미국 쇠고기 재수입 반대 집회에서 시위대들이 청와대로 가는 길을 막는 버스를 밧줄로 끌어당기면서 폭력적으로 변했다고 전했다.[122]
- 7월 7일, 미국의 시사 주간지 뉴스위크는 폭력으로 치닫고 있는 대한민국의 촛불시위를 민주주의의 미성숙으로 인해 권위주의시대의 습관이 좀처럼 사라지지 않고 있는 현상으로 분석했다. 뉴스위크는 촛불시위의 발단 및 전개 과정에 대해서도 과장된 미디어와 좌파 시민단체의 선동이 있다고 지적했다. 잡지는 "광우병에 대한 과장된 미디어 보도가 많은 고등학생들을 포함한 일반 시민들을 거리로 몰아 촛불시위에 참여하게 했다"고 지적했다.[123]

#### 영국 언론 보도
- 6월 1일, 영국의 공영방송 BBC는 '대한민국의 쇠고기 시위대, 연행되다'(S Korea beef protesters detained)란 제목의 기사에서 대한민국 진압경찰이 집회 참여자들을 향해 직격으로 물대포를 발사하는 사진을 전면에 내걸며, 이로 인해 부상자가 발생하고 있다(Police deployed water cannon in three areas to try to disperse the crowds. Dozens of people were hurt.)는 소식을 전했다.[124] 6월 26일는 촛불집회의 진행 개요를 설명하는 과정에서 대한민국 진압경찰이 시위대를 향해 물대포와 소화기를 발사하는 사진을 실었으며,[125] 이보다 앞선 6월 25일에는 '대한민국 쇠고기 시위에 대한 질문과 대답'(Q&A: S Korea beef protests)이란 제목의 기사를 통해 "현재 촛불집회에 참여하는 사람들은 학생, 노동자, 학부모, 예비군 등 매우 다양"(These protests have been notable for the variety of people who have joined them - school students, office workers, parents, unionists, reservist soldiers in their uniforms and activist groups of many different political stripes.)한 만큼, 이들의 요구 또한 단순히 쇠고기의 안전 문제부터 이명박 대통령의 오만함을 질타하는 데까지 매우 다양하다고 전했다.[126]

#### 프랑스 언론 보도
- 5월 21일, 프랑스의 진보적 인터넷 언론 레벨리옹은 '한국: 자발적 시위에 정권이 흔들리고 있다'(Corée du sud : le pouvoir déstabilisé par un mouvement autonome)는 제목 하에 대한민국의 현실을 자세히 보도했다. 이 신문은 "정부가 전문가들의 '달갑지 않은 견해'를 무시하면서도 과학적 근거를 내세우는 것은 특히나 놀라운 일이다."(Outre l’élaboration douteuse et sujette aux intérêts américains de ces critères, l’invocation de la caution scientifique était particulièrement surprenante, surtout après que le gouvernement ait rejeté l’avis défavorable des experts.)라 말하면서 촛불시위와 이를 진압하기 위한 공권력의 투입에 대해 "비정형적인 투쟁과 악랄한 탄압"(Lutte atypique et répression vicieuse)이라 표현했다. 한편, PD수첩에서 이슈가 되었던 '미국 관보의 대한민국 정부의 오역 문제'나 정부의 미국산 쇠고기 관련 신문 광고 등에 대해서도 상세히 보도하고 있다.[127]

#### 독일 언론 보도
- 6월 10일, 쥐트 도이치 차이퉁은 '촛불 속의 민주주의'(Demokratie im Kerzenschein)란 제목의 기사에서 "한동안 정치에 무관심하던 대한민국 국민들은 결국 깨달음을 얻고 대결의 길로 움직이고 있다"(Nach einer Phase der Apathie sind viele Bürger erwacht - und bewegen sich doch in einer Sackgasse.)고 보도했다. 이 신문은 또한 "대한민국 사람들은 이명박 대통령의 정체를 알고 분노하고 있다. 민주주의를 위해 거리로 나아가고 있는 것이다."(Nun ist Südkorea erwacht und empört. Die Straße ruft nach Demokratie.)라며 "이러한 일련의 움직임은 대한민국이 21년 전에 당시의 독재자를 물러나게 했던 움직임과 다를 바 없다."(Das gilt auch für die Vergleiche mit dem Sturz der Diktatur vor 21 Jahren, die jetzt gemacht werden.)고 평가했다.[128]

#### 일본 언론 보도
- 6월 28일, 니시니혼 신문은 '신문사를 습격하는 폭도들'이라는 제목의 기사에서 “무방비 경찰관을 시위대 세 명이 발로 마구 짓밟는 사진이 대한민국 신문에 게재됐다”며 “미국산 쇠고기 수입 재개 고시와 관련해 26일부터 항의 행동이 완전히 폭력으로 변질되면서 시위에 비판적인 신문사를 습격하고 동아일보 카메라기자는 목을 졸려 실신당했다”고 보도했다.[129]
- 6월 29일, 일본의 진보 언론인 아사히 신문은 '폭도, 신문사 습격'이라는 제목으로 서울 중심부 등에서 계속되는 반정부 집회 참가자의 일부가 폭도로 변해 연일 전투경찰과 격렬하게 충돌하고 있고, 광화문에 있는 동아일보와 조선일보가 습격받았다”며 현장 상황을 자세하게 묘사했다. 이어 지난달 초 촛불집회 때는 수만 명이 대도시 집회를 메웠으나 최근 들어선 집회를 주최하는 시민단체 홈페이지에 폭력 행위를 비난하는 목소리도 늘고 있다고 밝혔다.[129]
- 6월 29일, 마이니치 신문은 '미국산 쇠고기 수입을 반대하는 시위대, 신문사도 표적으로 폭행과 파괴활동'이란 제목의 기사에서 "시위의 규모는 6월 10일을 정점으로 축소되는 경향이지만 일반 시민의 참가가 격감하는 동시에 이명박 정권의 퇴진을 진심으로 바라는 전투적 멤버들의 (시위 참여) 비율이 확대됐다"고 평가했다. 이어 주요 방송국에서는 '경찰의 과잉 진압'을 강조하지만 '비폭력적 시민 시위'라고 주장하기 힘든 상황이 되고 있다고 보도했다.[123]
- 6월 29일, 니혼게이자이 신문은 인터넷판을 통해 “노동조합과 시민단체가 시위를 격렬하게 하면서 일부가 폭도로 바뀌어 경찰과 충돌했다”며 “평화적인 항의 집회가 폭력 시위로 변질하자 시위 참가자가 줄고 있다”고 보도했다.[129]

#### 크로아티아 언론 보도
- 7월 8일 크로아티아의 언론사 JAVNO는 한국 경제 연구원 보고서를 인용하며 대한민국 경제에 미국 쇠고기 시위 비용과 피해는 2억 5천만 달러에 이른다고 밝혔다.[130]

### 관련 발언
- 안경환 국가인권위원회 위원장은 5월 16일 부산대 제2 법학관에서 가진 초청특강에서, 중·고등학생들이 촛불 집회에 대거 참여하는 것과 관련한 논란에 대해 “학생도 인권과 의사표현의 자유, 기본권이 있다.”면서 “일반에 허용하는 것과 똑같이 허용해야 한다.”고 말했다.[131]

- 가수 김장훈은 미니 홈피에서 “모든 일이 아름답게 끝나리라 믿었는데 돌아가는 상황이 도저히 참을 수 없어 (청계광장에) 가렵니다.”라며 “(촛불콘서트) 공연을 하면 사법 처리를 하겠다고도 하는데, 다들 애쓰는데 같이 잡혀가는 게 후회없으리란 생각이 들 것”이라고 말했다.[132] 그러나 사법 처리 발언은 윤도현이 촛불 문화제에 참석하면 잡혀간다거나 문화제 주최자 사법처리한다는 뉴스를 이야기하던 도중 “경찰들도 오긴 하는데 잡혀가는 것 아냐?”라고 김장훈에게 농담처럼 말한 것이 와전된 것으로 밝혀졌다. 이후 김장훈은 자신의 미니 홈피에 “모쪼록 우리끼리 싸우지 말고 아름답게, 평화롭게 내일 공연이 끝났으면 하는 바람입니다.”와 “그래도 안 되면 머리 한번 깨지겠습니다.”라고 촛불 문화제 참석 의지를 드러냈다.[133]

- 상지대 교양학부 홍성태 교수는 “애초에 시민들은 자신들의 건강을 지키기 위해 촛불을 들었다.”면서, “하지만 정부는 시민들의 순수한 요구를 정치적인 음모가 있는 것으로 매도해 일을 키웠다.”고 말했다. 또 “국민에게 사과한다고 하면서도 아무것도 달라진 게 없는 정부의 불성실한 태도에 국민의 불신이 걷잡을 수 없이 커졌다.”고 말했다.[134]

- 연세대 사회학과 김호기 교수는 “이번 촛불집회는 자발적으로 참여한 것이며, 정부의 대책에 대해 국민 다수가 납득하고 있지 않다는 것을 보여준다.”고 하면서 “정부와 국민 사이에 소통의 단절이 존재하는 것이 문제”라고 주장하였다.[78]
- 김대중 전 대통령은 9월 4일, 정세현 민화협 대표상임의장과의 대담에서 "촛불시위에 많은 대중이 참여한 것도 소고기가 계기는 됐지만, 과거의 시대로 돌아갈 것 같은 두려움에 대한 잠재의식이 표출된 것이라고 생각한다"고 말했으며,[135] 앞서인 6월 12일에는 "촛불집회는 2천년 전 그리스 이후 첫 직접 민주주의"이며 "촛불집회가 성공하면 세계 민주주의에 큰 감동을 줄 것"이라 말하기도 하였다.[136][137]

- 최장집 고려대 명예교수는 6월 20일에 있었던 고별 강연에서 "나는 촛불집회를 바라보는 보수적 관점과 진보적 관점 모두를 수용하지 않는다"라 운을 뗀 후, "'촛불'을 초래한 정권도 잘못이지만, 민주주의는 대의제이기 때문에 '정권 퇴진' 구호는 잘못이라 생각한다"고 말했다.[138] 11월 5일, 울산대학교에서 열린 민주화를 위한 교수협의회와 시민포럼 '대안과 실천'이 주최한 초청강연에서도 "정책 내용과 결정 과정에서 나타난 권위주의적 요소에 대해 시민들이 자발적으로 문제를 제기하고 저항했다는 점에서 촛불시위는 긍정적"이지만, "촛불시위는 미국산 쇠고기 수입을 결정한 이명박 정부에 대한 반대에 한정돼 그 본질인 한미FTA나 신자유주의적 성장정책으로 이슈가 확대되는 것을 막았다"며 그 한계를 지적하기도 했다.[139]

- 미국 도살장의 참혹한 현실을 고발한 책 《도살장》(ISBN 978-89-527-5224-6)의 저자 게일 A. 아이스니츠는 2008년 5월 발행된 한국어판 독자를 위해 쓴 서문에서 “5년간 미국산 쇠고기 수입을 전면 금지했다가 유감스럽게도 재개했다.”며 “촛불 시위와 토론, 서명 등을 통해 쇠고기의 안전성에 대해 의문을 제기하는 것은 아주 훌륭한 일”이라고 말했다.[140]

- 경찰대 표창원 교수는 “일부 시위 주동자들이 무조건 청와대로 가자는 식으로 시위대를 선동하는 게 염려된다.”라며 “경찰뿐만 아니라 시위대도 법질서 내에서 시위를 해야 한다.”고 말했다.[141]

- 국회의원 이상득은 6월 3일 경제5단체가 주최한 “제18대 국회의원 당선 축하 리셉션” 행사에서 “거리에서 불평하고 호소하는 촛불집회가 벌어지고 있는 것은 소고기 문제만이 아니라 경제 문제 전반이었을 것,” “실직하고 일자리가 없어 길거리를 헤매는 젊은이들과 서민, 어려운 중소기업 경영자들이 참가한 것”이라고 한나라당을 대표한 인사말을 하였다.[142]

- 법무부 장관 김경한과 행정안전부 장관 원세훈은 6월 8일 오후 7시 정부 과천 청사에서 담화문을 통해 “지금까지의 집회 시위로 국민의 의사가 무엇인지 정부에 충분히 전달됐다고 생각한다”며 “불법과 폭력을 자제하고 합법적인 방법으로 의사를 표현하는 성숙한 자세를 보여 주시기를 간곡하게 당부드린다.”고 말했다.[143]
- 한국외대 통번역대학원 캐롤린 시어 교수는 “외국인으로서 요즘 대한민국 상황은 이성적이라고 받아들여지지 않는다. (중략) 광우병에 대해서만 민감하게 반응하는 것은 정치적 상황과 연계된 듯하다. (중략) 10대들이 집회의 목적 그 자체보다는 참가 자체를 유행이라고 생각하고 영웅심리를 충족시키는 듯해서 안타깝다.”며, “미국인으로서 미국이 뭔가 속이거나 숨기고 있다고는 생각하지 않는다. 그러나 대한민국 정부는 보다 현명하게 대응해야 한다. 불만의 목소리도 포용할 수 있는 게 진짜 민주주의다. 지금처럼 국민 목소리에 귀를 기울이지 않는 것은 바람직하지 않다.”고 말했다.[144]

- 소설가 이문열은 촛불집회의 주제가 미국산 쇠고기 수입 반대에서 KBS 사수, 공기업 민영화 반대 등으로 확대되는 것에 대해 "쇠고기는 하나의 구실이었다", "불장난 오래 하다 보면 결국 불에 데게 된다. 너무 촛불 장난 오래 하는 것 같다"고 말했다.[145]
- 김영삼 전 대통령은 촛불시위가 과격 양상을 띠고 있는 것과 관련, 무법천지에 무정부상태로 가고 있다며 권위로 버릇을 고쳐야 한다고 시위대를 맹비난했다.[146] 김영삼은 본인 임기 중에는 규율이 섰으나 이후 10년 동안 무력화되어 너무 긴 시간을 허송세월 중이라고 썼다.
- 미 존스홉킨스대 한미연구소의 돈 오버도퍼 소장은 지난 4월 이후 대한민국에서 계속되고 있는 대규모 시위는 미국산 쇠고기 수입에 반대하는 것이라기보다는, 대한민국의 보수정권에 대한 진보그룹의 정치적 저항이라고 평가했다. 특히 "(최근 사태는) 지난 10년간 진보정권이 집권한 뒤 대한민국 국민들이 보수주의자를 대통령으로 뽑았다는 사실과 관련이 있다"며 "상당 부분은 현재의 정치상황, 즉 진보그룹들의 보수주의자들에 대한 반대와 연관돼 있다"고 설명했다.[147]
- 광우병 관련 논문으로 영국 에딘버러 대학교에서 박사 학위를 취득한, 한국인 중에 몇 명 안 되는 광우병 전문 연구자인 김기흥은 다음과 같이 언급한다. "광우병 발생율이 극히 낮은 상태임에도 불구하고 광우병의 발생이 가져올 수 있는 사회-경제적인 파급력은 다른 어떤 질병보다 강력하다", "영국은 광우병 진단과 억제를 위해 수십억 파운드를 사용해야 했으며 (영국의) 지금까지 경제적인 손실은 약 655억 달러로 잠정 집계되고 있다."[148]

## 반대 움직임

### 촛불집회 반대 시위
이 시위를 비판하는 시위는 2008년 6월 3일 한양대학교 안산캠퍼스 이세진 학생이 서울 중구 태평로 서울파이낸스센터 앞에서 촛불 집회에 반대하는 1인 시위를 벌이면서 시작되었다. 그는 “광우병 위험이 지나치게 과장됐다.”며 “우리는 지금 스스로 광우병을 만들어내고 있는 것 같다.”고 주장했다. 그는 이날 오후 5시 20분경 안전을 우려한 경찰의 요청을 받고 1인 시위를 중단했다가 두 시간 뒤 시위를 계속했다.
이후 며칠에 걸쳐 1인 시위가 이어졌고, 참여자는 20명 이상이 되었다. 비판자들에 대한 시위대의 반발이 늘어나고, 일부 시민들이 폭언 등을 하기도 하면서, 경찰이 시위 중단을 요구한 바도 있다. 비판자들은 민주주의 사회에서 찬반의 목소리는 존중받아야 한다고 말했다.

### 보수 단체
뉴라이트전국연합, 국민행동본부 등의 뉴라이트, 보수주의 성향의 단체들은 이세진 학생의 1인 시위를 지지하며, “법 질서 수호·FTA 비준 촉구 국민대회”를 준비했다. 이들은 “아직 친북 청산은 끝나지 않았다.”며, “미신과 증오가 난무하는 촛불 시위의 현장엔 사랑이 없다. KBS와 MBC, 그리고 좌익 세력은 지금 미신과 증오심을 어린이의 머릿속에 심는, 어린이 성추행보다 더 나쁜 ‘어린이 영혼 추행’을 벌이고 있다”고 주장하였다.
6월 10일 대한민국재향군인회와 뉴라이트전국연합 등 105개 보수단체의 모임인 국가정체성회복국민협의회(국정협)은 촛불집회를 친북좌파단체의 치밀하고 조직적인 투쟁계획에 철저히 악용되고 있다는 비판과 광우병을 구실로 한 정권타도 음모라는 비판을 하기도 했다.
6월 13일 고엽제전우회, 반핵반김국민협의회, 자유총연맹 등 어용 단체들은 서울역 광장에서 현재의 한미 쇠고기 협상 반대 시위를 비판하는 집회를 열었다. 보수 단체들은 일부 세력이 촛불 집회를 이용해 정권 퇴진 운동을 벌이며 국가를 혼란에 빠뜨리고 있다고 주장했다. 특히 이들은 최근의 촛불 집회 관련 보도가 편파적이라며 광우병 공포를 과장 보도하지 말라고 주장했다. 집회가 끝난 후 이들 단체의 일부는 문화방송에 난입해 기자재를 부수고, 액화 석유 가스(LPG) 가스통을 이용해 불을 내뿜었다. 또한 청계광장에서 12일째 미국산 쇠고기 수입 반대 농성을 벌이고 있던 시민 농성단과 충돌했다.
인터넷 커뮤니티 ‘구국! 과격불법 촛불시위반대 시민연대'(노노데모) 역시 이세진 학생의 1인 시위에 지지를 표명하고 공지사항을 통해 “불법 과격 폭력 시위는 반대한다,”“나쁘게 과열된 형태의 시위들을 반대하고, 또한 그것을 주동 및 선동하는 불법 단체들을 파악하며, 시위 참가자나 다른 시민들에게 사실을 알리고자 한다.”며, 시민들의 촛불집회를 비판하였다.

### 시위 현장 주변 상인들의 집단소송
계속되는 촛불시위와 경찰의 대응으로 인근 주민들은 피해를 호소하였고, 광화문 일대의 상인들은 집회 주최측과 국가를 상대로 손해배상 청구소송을 제기하였다.
이와 관련해 정부와 한나라당(홍준표 등)은 시위로 인한 피해에 관련한 집단소송제를 법제화할 움직임을 보이고 있다. 이에 대해 통합민주당은 최재성 대변인 브리핑을 통해 "이것은 국민들의 자유로운 문제제기를 근본적으로 폭압하는 것으로 변질될 수 있는 것이다. 집단 소송제는 원래 소비자운동의 입안으로 검토되어 왔던 것이지 권력을 유지하기 위해 국민목소리를 잠재우기 위한 탈법적 도구로 지칭되어 왔던 것이 아니다."라고 비판하였다

## 촛불 시위의 사회적 비용
- 2008년 7월 8일 전국경제인연합회 부설 한국경제연구원은 《촛불시위의 사회적 비용》(조경엽・송원근・정연호・김필헌 저)에서 3조7,513억원에 달하는 사회적 비용의 손실을 가져왔다고 주장하였다. 그중 직접 피해비용은 10,574억원, 간접 피해비용은 2조6,939억원에 달한다고 주장하였다.[162] 이에 대해 진보진영측은 “민주주의 유지를 위해 필요한 최소한의 사회적 비용을 구체적인 액수로 따져 정치적으로 이용하려는 의도 자체가 야만적인 행위”라고 반론했다.[163] 또한 "비용을 고민하면서, 정작 그 비용을 들여 얻을 수 있는 긍정적 측면을 간과하고 있다."[164] 면서 한국경제연구원의 연구 자료를 비판하기도 했다.

- 2009년 12월 21일 PD수첩의 보도에 대해 서울중앙지법 형사 13단독 문성관 판사 심리로 열린 결심 공판에서 검찰은 "방송이 촛불 시위와 반정부로 시위로 이어져 1조 9000억원에 달하는 사회적 비용을 야기했다"고 주장하였다.[165] 이에 대해 변호인단은 "비판 보도를 했다고 명예훼손으로 처벌하는 것은 세계적으로 유례가 없는 일"이라고 무죄를 주장했다.

## 촛불 시위의 영향
- 진보 세력과 보수 세력 간 애국주의 논쟁을 환기했다.[166]
- 시위를 우려해 서울광장을 봉쇄하기도 했다.[167] 이때문에 이명박 정부의 ‘광장공포증’에 영향을 주었다는 평가가 있다.[168]
- 인터넷 규제책인 사이버모욕죄 신설에 영향을 주었다.[169]미네르바 (누리꾼)가 허위사실유포죄로 체포되었다. 이때문에 '사이버 공안정국'이 조성되는 것 아니냐는 네티즌들의 지적이 일고있다.[170]
- 집시법 개정이 추진됐다.
- 청와대는 내각 총사퇴를 표명했다.[171]
- 행정부는 재협상 요구에 따라 추가 논의를 추진해 가축전염병예방법을 개정해 30개월 이상 쇠고기나 30개월 미만 특정위험물질(SRM)이 수입되지 않는다.[172]
- 음식점 원산지 표시제가 도입됐다.[173]
- 당시 대통령 이명박이 미합중국산 쇠고기 수입 파동에 따른 촛불 시위 2주년에 즈음해 소위 `촛불 보고서'를 만들라고 관련 부처에 지시했다.[174]
- 인터넷 상에서 상황을 패러디한 "뼈의 최후 통첩"이라는 동영상이 큰 인기를 끌었다.[175]
- 촛불 정국 당시 인터넷 상에서 '쥐코'라는 동영상이 화제가 되었는데 이것을 인터넷에 게시한 민간인을 대상으로 국무총리실에서 불법 사찰한 사실이 드러났다.

## 같이 보기
- 한미 FTA
- 2008년 대한민국 미국산 쇠고기 수입 협상 논란
- PD수첩의 미국산 쇠고기 관련 보도
- 명박산성 - 본 시위와 관련된 신조어
- 광우병 국민대책회의
- 이명박 탄핵을 위한 범국민운동본부
- 프리온 질병, 인간 광우병
- 아프리카TV
- 릴레이 만화 '야옹'
- 촛불 집회
- 신영철
- 언론소비자주권 국민캠페인